# Sopron
Sopron (németül: Ödenburg, horvátul: Šopron, az ókorban latinul: Scarbantia, középkorban latinul: Sepronium, régies német írásmóddal: Oedenburg) több mint hatvanezer lakosú megyei jogú város Győr-Moson-Sopron vármegyében, a soproni borvidék központja, a Soproni járás székhelye. A Nyugat-Dunántúl harmadik, valamint Győr után megyéje második legnépesebb települése. „A leghűségesebb város” (latinul: Civitas Fidelissima). 
Magyarország egyik legrégebbi városa, a határhoz való közelsége miatt pedig kapcsolatot teremt hazánk és nyugati szomszédunk, Ausztria között. Műemlékekben a második leggazdagabb település Magyarországon, kereskedelmi szálláshelyeken eltöltött vendégéjszakák tekintetében pedig Magyarország 9. legnépszerűbb települése. 2016-ban ICOMOS-díjat kapott a Várfal sétány és a Várkerület megújítása. A város területén folyik át az Ikva, melynek forrása a Soproni-hegységben található, és amely a Hanság-főcsatornába torkollik. A félsziget-szerűen Ausztriába benyúló Sopron erős német kisebbséggel rendelkezik és hivatalosan kétnyelvű. Kedvelt úticél mind a burgenlandiak, mind a más tartományok osztrákjainak számára. Bécstől mintegy 70 km-re délkeletre, Budapesttől 210 km-re északnyugatra, Pozsonytól 64 km-re délnyugatra, Győrtől 78 km-re nyugatra, a Fertő-tótól pedig 10 km.-en belül délnyugatra helyezkedik el.
Területe az őskor óta lakott, de első épületei a római korban, Scarbantia néven épültek, fontos kereskedelmi csomópontként. A népvándorlás után a magyarok erődítményt alakítottak ki, ebből a korból származik a város neve is. 1277-ben szabad királyi városi rangot kapott. A 15. század végére négyezres lakosságával fontos szerepet töltött be. A török időkben menekültek érkeztek, jelentősége nőtt. 1625-ben III. Ferdinándot itt koronázták királlyá. A várost 1676-ban tűz pusztította, mely után barokk stílusban újjáépült. 1681-ben országgyűlésnek adott otthont. Az első szénbánya 1753-ban nyílt a közelben, később a várfalakat lebontották. Az 1910-es népszámlálás szerint a város lakossága főként német és magyar volt. Az első világháború után népszavazással döntöttek Magyarország mellett. A II. világháborút bombázások és a németek kitelepítése követte. 1989-ben a város közelében tartották a történelmi jelentőségű páneurópai pikniket.
Sopron egyetemi város, 1919-ben költözött ide Selmecbányáról a Magyar Királyi Bányászati és Erdészeti Főiskola, amit ma Soproni Egyetemnek hívnak. A reformációban betöltött szerepe miatt a város 2016-ban elnyerte az „európai reformáció városa” tiszteletbeli címet. A város klímája és a környező hegyek és dombok nagyon kedvezőek a borászat számára. Becenevei közé tartozik még „a kékfrankos fővárosa”, melynek eredete egészen Napóleon idejéig vezethető vissza.

## Nevének eredete
Sopron neve személynévből (Suprun) keletkezett magyar névadással. A személynév forrása a latin Sophronius személynév lehetett, ami szláv közvetítéssel kerülhetett Magyarországra.
Egy másik elmélet szerint a város nevét a latin "superum" szóból eredeztetik, amely a város közigazgatási jelentőségére utalhatott.
Továbbá, egyes vélemények szerint a név a latin "Cyperus" szóból alakult ki, amely a sásfélék családjába tartozó növény neve, utalva arra, hogy a rómaiak egy mocsaras, lápos területen alapították a várost.
Egy másik elmélet szerint a név eredete a római Sempronius személynévre vezethető vissza, amely Bonfini humanista történetíró szerint a város névadója lehetett.
A város német neve, Ödenburg, jelentése "puszta" vagy "elpusztult vár". Elsődlegesen a ma is meglévő Erdburger (=Földvári) dűlő környékére vonatkozhatott.
Egyes magyarázatok szerint ez a név a honfoglalás előtti (Karoling-kori) német elnevezésből származik, amely a romjaiban is monumentális római városfalakra utal. Más vélekedések szerint a 14. században a német telepesek és kereskedők által alapított új település neve volt, amely később a városra is átterjedt.

## Címer
A hegyes talpú, vörös címerpajzson két ezüstszínű kör között helyezkedik el a felirat, amelyet felül egy szintén ezüstszínű máltai kereszt választ el: "SOPRON CIVITAS FIDELISSIMA". A körirat belsejében egy öt csúcsíves ablakkal és öt orommal ellátott várfal látható, amelyből három torony emelkedik ki. A két szélső torony egy-egy ablakkal és három orommal rendelkezik. A pajzs felső sarkában, jobbról egy aranyszínű koronás női fej, balról egy aranyszínű szakállas férfi fej található, a háttérben kereszttel. Mindkét fej dicsfény övezi. A pajzs belsejében egy aranyszínű olajág is megjelenik.
Sopron Város Önkormányzata 1990-ben történelmi jogon újította meg a címert. A Megyei Jogú Város képviselő-testülete az 1340-ben, a szabad Magyarország királyától adományozott címerpecsét mellett döntött. Az 1340-es címerpecsét "korszerűsítése" kizárólag a körirat módosítására terjedt ki, a címer lényegét nem érintette.
Sopron címerének motívumait számos szakember és laikus próbálta értelmezni és magyarázni. A háromtornyos várfal az öt gótikus ablakkal a középkori várat szimbolizálja, egy falakkal védett, erődítmény jellegű várost jelenít meg.
A bástyafal a jogos önvédelem jelképe. Egyes értelmezések szerint a "csúcsíves ablakok" a középkor csodálatos egységét, az építészet és az emberi lélek felfelé törekvését fejezik ki. Mások szerint a csúcsíves stílus annak az építészeti megoldásnak az eredménye, amely lehetővé tette, hogy a födémek hatalmas súlyát a gyámpillérekre vezessék át.
A "SOPRON CIVITAS FIDELISSIMA" körirat jelentése: "SOPRON A LEGHŰSÉGESEBB VÁROS". Sopron e címet az 1921-es népszavazás emlékére, hűségéért kapta.

Sopron város címere

## Földrajz

### Fekvése

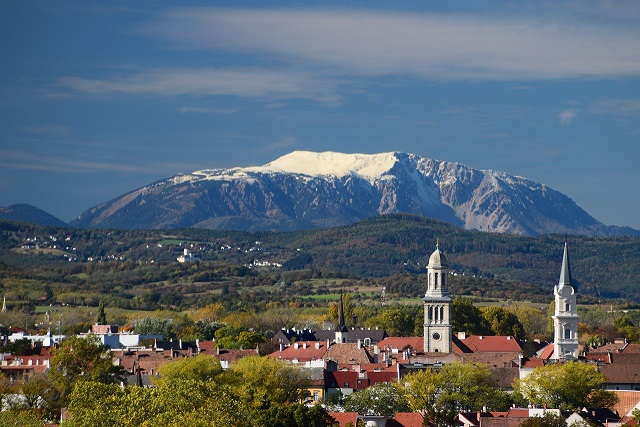
Sopron óvárosa a Schneeberggel a háttérben

Magyarország nyugati határánál, az Alpokalján helyezkedik el, Bécstől 60 km-re, Budapesttől pedig 220 km-re. A település a Soproni-hegység és a Fertő melletti Fertőmelléki-dombság között, a Soproni-medencében található, az Ikva és a Rák-patak találkozásánál. A város fekvése és mikroklímája különösen kedvez a szőlőtermesztésnek és a bortermelésnek, ezért Sopront gyakran nevezik a "kékfrankos fővárosának".

### Éghajlat
Sopron éghajlata a mérsékelt égövi óceáni (Köppen Cfb) kategóriába tartozik, amelyet kiegyensúlyozott, viszonylag enyhe időjárás jellemez. A város az Alpok lábánál, a Nyugat-Dunántúlon fekszik, ami jelentős hatással van mikroklímájára. Az évi középhőmérséklet megközelítőleg 10,9 °C, ami Magyarország átlagaival összevetve kissé hűvösebbnek számít. Ez részben az emelkedettebb domborzatnak és az erdős környezetnek köszönhető. Az éves csapadékmennyiség Sopronban átlagosan 764–765 mm, ami az országos átlagnál valamivel magasabb, és egyenletes eloszlást mutat az év során. Ez a kiegyensúlyozott csapadékeloszlás fontos szerepet játszik a környező erdők, valamint a szőlő- és gyümölcstermesztés szempontjából is.
A nyári hónapok (június, július, augusztus) általában kellemesen melegek, de nem túl forrók. A legmelegebb hónap július, amikor az átlagos nappali csúcshőmérséklet 25–26 °C körül alakul, míg az éjszakai minimumok 16–17 °C-ra hűlnek vissza. Az extrém hőség ritka, a 30 °C fölötti hőmérséklet csak néhány napon fordul elő évente. A nyarak jellemzően naposak, de nem ritkák a záporokkal, zivatarokkal tarkított időszakok sem. A magas páratartalom és a viszonylag gyakori csapadék miatt a nyár nem annyira száraz, mint az ország más részein. Ezek a jellemzők különösen kedvezőek a szőlőtermesztéshez, ami Sopron és környéke egyik hagyományos gazdasági ága.
A téli hónapok (december–február) hűvösek, de mérsékeltek. A leghidegebb hónap január, ekkor az éjszakai minimumok gyakran fagypont alá csökkennek, átlagosan -3 °C körül, míg a nappali maximumok 2–4 °C között alakulnak. A havazás előfordul, de általában nem tartós. A városban a tél viszonylag enyhének számít a Kárpát-medence más területeihez képest, amit az Atlanti-óceán felől érkező enyhe, nedves légtömegek okoznak. Ezek a légtömegek gyakran hoznak borult, párás, ködös időt a térségbe, különösen a Soproni-hegység és a Fertő-tó közelsége miatt.
Az évi átlagos relatív páratartalom Sopronban mintegy 70%, ami viszonylag magasnak számít. Ez különösen a hűvösebb hónapokban érezhető, amikor a levegő gyakran nyirkos, ködös. A város éves napsütéses óráinak száma kb. 1800, ami közepes értéknek tekinthető Magyarországon. A legtöbb napsütés júniusban és júliusban tapasztalható, ilyenkor a napi napsütéses órák száma elérheti a 10–12 órát is. Tavasszal és ősszel a napsütéses órák száma csökken, a felhőzet gyakoribbá válik, de az időjárás ilyenkor is viszonylag kiegyensúlyozott.
Az elmúlt évtizedekben Sopron térségében is érzékelhetők az éghajlatváltozás hatásai. A helyi klímakutatások szerint például a szőlőérés előtti időszak (július 1–20.) középhőmérséklete az 1961–1990 közötti 18,4 °C-ról 1991–2020 között már 21,1 °C-ra emelkedett és a közelmúltban gyakoribbá váltak az aszályos időszakok. Ez nemcsak a mezőgazdaságot, hanem az Alpokalja és a Fertő-tó vidékének - csapadékban eredetileg bővelkedő - ökoszisztémáját is befolyásolja. A melegebb időjárás elősegíti bizonyos kártevők elterjedését és megváltoztathatja a termesztett szőlőfajták optimális időzítését is. Az ilyen változások új kihívások elé állítják a soproni borvidéket, de lehetőségeket is rejtenek, például új, melegkedvelőbb fajták meghonosítására.

## Története

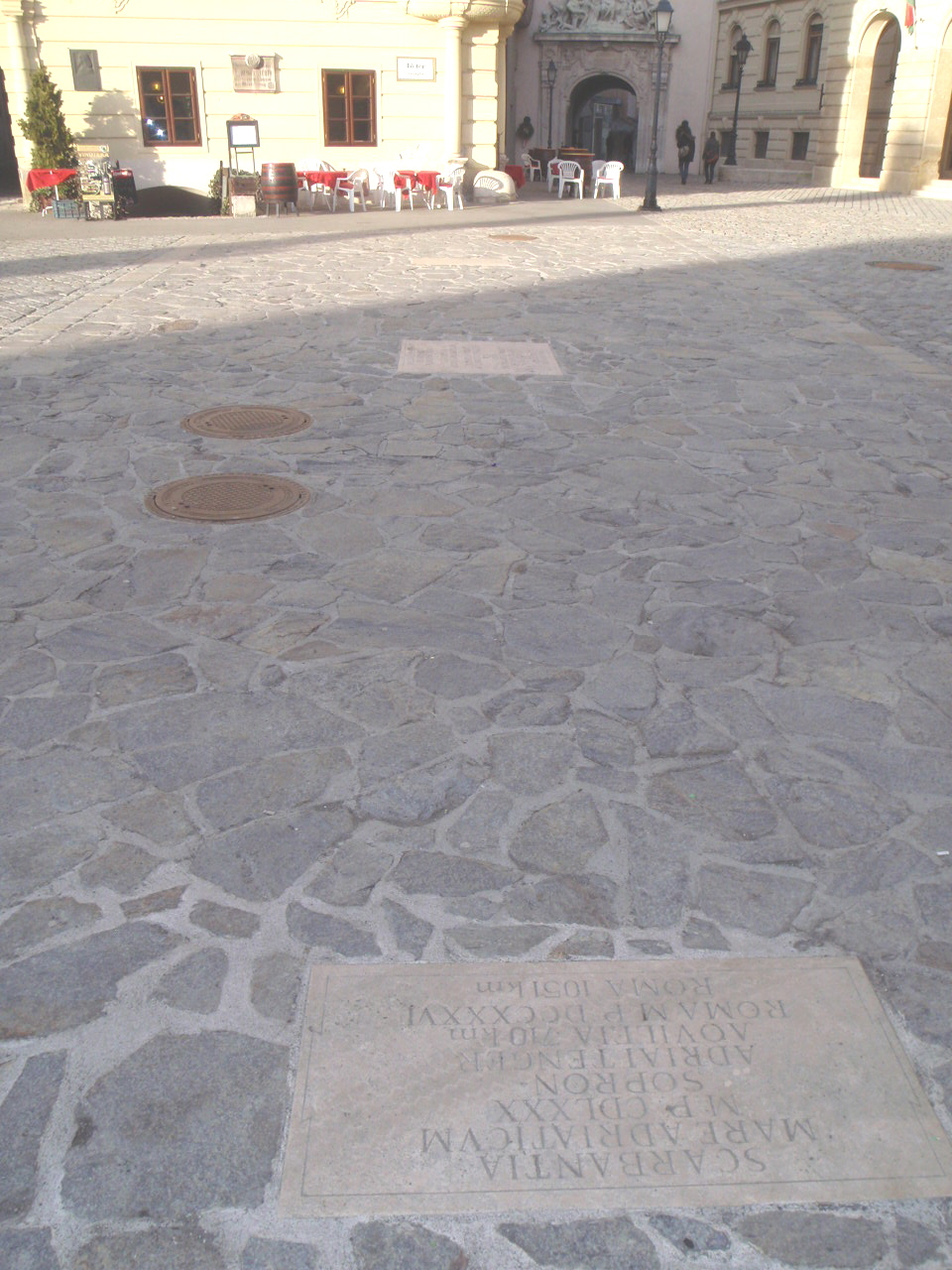
A borostyánút rekonstrukciója a Fő téren

A terület az őskor óta lakott. A közeli Várhelyen a kora vaskor idején, az i. e. 7. században földvár épült. Ennek a hallstatti földvárnak és a hozzá kapcsolódó halomsíroknak a feltárását Bella Lajos soproni tanár, régész kezdte el 1887-ben. 
A római korban egy Scarbantia nevű város állt itt, amelyen két fontos útvonal is áthaladt. Fóruma a mai főtér helyén volt. A jelenlegi városháza építése során 1897-ben innen került elő az a három nagy méretű római szobor, amelyek Jupitert, Junót és Minervát ábrázolják.
A népvándorlás korában Scarbantia romokban maradt, új település csak a honfoglalás után jött létre itt. A város lakói a Kr. u. 4. században a későbbi belváros területén 3–4 m vastag városfalat emeltek, hogy megvédjék magukat a barbárok támadásaitól. Ezt a falat a népvándorlás korszakában valószínűleg lerombolták. Maradványaira emelték 1092-ben Sopron várjobbágyai az új határvár faszerkezetű, földdel erősített sáncát. A faváz később a tűz martaléka lett, és a bedöngölt agyag salakká égett. Ezt a titokzatos „vörös sáncot” az újkori építkezések a belváros több pontján feltárták, így az Esterházy-palota hátsó falát védő vasbeton fal építésekor is.
A 9–11. század környékén a régi római városfalat kiegészítették, és felépült a vár is. Ekkor kapta magyar nevét a város, Suprun nevű ispánjáról. 1153-ban már fontos városként említik.
1273-ban II. Ottokár cseh király árulás következtében elfoglalta a várat. Annak ellenére, hogy Ottokár túszként magával vitte a város előkelőinek gyermekeit, Sopron 1277-ben megnyitotta kapuit IV. László király előtt, akinek így sikerült visszafoglalnia, ezért jutalmul szabad királyi várossá tette. Ezután, 1297 és 1340 között emelték a római alapokra a várárokkal körülvett, 8–10 méter magas várfalat, aminek belső síkjára támaszkodtak a belváros házai.
1441. február 25-én Luxemburgi Erzsébet özvegy királyné Sopront és környékét 8000 aranyért elzálogosította III. Frigyes német-római császárnak. A várost csak Hunyadi Mátyás szerezte vissza, aki 1463. július 19-én megegyezett Frigyessel, hogy 80 ezer forintért visszaadja a koronát és az elzálogosított területeket.
1526-ban a város lakossága kiűzte a zsidókat Sopronból. 
1543-ban a városi tanács megtiltotta az "idegen magyaroknak" a házvételt, 1594-ben pedig kirekesztette a magyar nyelvet a városi ügyvitelből.
1529-ben a törökök feldúlták a várost, de az nem került a törökök kezére. Sőt, a megszállt területekről sokan menekültek Sopronba, ami lassanként a törököktől szabad terület központjává vált. 1553-ban, 1622-ben, 1625-ben, 1635-ben és 1681-ben országgyűlést is tartottak itt.
1605-ben Bocskai hadai dúlták fel Sopront. A következő évtizedekben ezért a soproniak még jobban megerősítették városukat, új bástyák és városfalak épültek. Az 1655-ös pestisjárványban a lakosság fele elpusztult. 1676-ban Sopron teljesen leégett. Ezután a régi középkori épületek helyén barokk épületeket emeltek, megszületett a mai belváros. Ekkor építették újjá a Tűztornyot is.
A Rákóczi-szabadságharcot a város nem támogatta, az 1705-ös kuruc ostromnak még ellenállt, de egy évvel később Bottyán János bevette a várost. II. József idején Sopron lett a Sopron vármegye székhelye.
1753-ban Sopron erdejében, a később Brennbergbányának nevezett helyen nyílt meg Magyarország első szénbányája, ami a 19. század utolsó évtizedeire az ország egyik legkorszerűbb bányájává vált.
A középkori védőrendszer a 18. századra elavult, ezért néhány helyen megbontották a városfalat, és a bástyák tetején több, ma is megtekinthető bástyakertet alakítottak ki. Az egyik ilyen az Esterházy-palota mögött bújik meg, benne az 1789-ben épült, elöl nyitott, kerek kupolás zenepavilonnal.
| "SOPRON: Sopronium, Sempronium. Szabad Királyi Város Sopron Vármegyében, fekszik kellemetes, és egésséges helyen az ország-útban, Bétshez is, Pozsonyhoz is nyóltz mértföldnyire. Lakosai leginkább Németek, katolikusok, és evangelikusok, ’s kevés másfélék. Eredete: Minthogy e’ Város hajdan is felső Pannóniában nevezetes vala, és nagyon régi, eredete is homályban van. Lázius hajdani Scarabantiának állíttya. Bizonyos az, hogy a’ Rómaiaknak lakó helyek vala, a’ mint ezt a’ sok kűlömbféle régi írások, pénzek és maradványok is bizonyíttyák. Nagy Károlynak, és Henrik Tsászárnak idejek után el lévén pusztúlva, a’ Németektől megújjíttatott, és ekkor vette e’ német nevezetét edenburg, némellyek szerént; Hemberger ellenben Eden, Berech, v. Barach zsidó szavaktól származtattya, melly kies, és gyönyörűség’ helyét jelent. P. Mayer ismét másképen véllekedik. A’ Lakosok Grachustól származtattyák, minthogy vidékjén ez írattal: T. Sempronii Grachi számos pénzek találtattak. Nyilvánvaló az, hogy a’ Rómaiaknak idejekkor nevezetes Férfiak lakták. Ezt a’ nagy Konstantin a’ maga nevéről új Romává igyekezett tenni. Megtörvén erejeket a’ Rómaiaknak Pánnóniában először a’ Vandalusok, majd a’ Gothusok, majd a’ Hunnusok, majd Attila, a’ sok hadakozások által lassanként kiküszöböltettek, ámbár némellyek a’ Gothusokkal, és Hunnusokkal, honnyokban maradtak vala. Históriája: Idővel annakutánna, II. HENRIK Tsászár, SZ. ISTVÁN Királynak házassági adóúl adta Gizelával, a’ ki e’ Várost különös gondal gyarapíttatta; de nem sokáig tarthatott öregbedése: mert III. HENRIK, PÉTERnek elűzettetéséért boszszút akarván állani a’ Magyarokon, Sopron Városát felette nagyon sanyargatta. SALAMON alatt már ismét öszve szedték vala erejeket, mert a’ Beszszusok, és Bolgárok ellen férfiasan hadakoztak mellette, ’s hasznos szolgálattyokért jelesen meg is ajándékoztattak Salamon, és Geiza által. Újjabb ínségbe merítette e’ Várost, és Lakosait Henrik Ausztriai Fő Hertzeg, midőn II. GEJZA ellen fegyvert fogott vala; melly nagy veszély után ismét meggyarapodván, mindenkor hív szolgálatokat tettek a’ Magyar Királyoknak, kivált Ottokár ellen; ’s érdemeikhez képest jelesen meg is tiszteltettek, ’s ajándékoztattak azoktól. Nevezetes öröm vala azután Sopron Városában, midőn a’ Magyar Sz. Korona Fridrik Tsászártól, olly példa nélkűl való alatsonyító haszon keresésből származott nagy áron viszsza vétettetett: mert hatvan ezer aranyat kénteleníttettek fizetni érette a’ Magyarok, minekutánna azt Palocsay László, a’ két Fridrik által készíttetett Koronáktól megesmérte vala. Valamint 24 esztendeig nagyon fájlalták a’ Magyarok, Koronájoknak, idegen kézben való lételét; úgy egészszen megelevenedtek, ’s különösen tisztelték azt a’ mindenfelől Sopronba öszve gyűlekezett Magyar sokaságok, míg a’ Budai Várba viszsza nem vitetett. Méltán sajnosan esett e’ nagy fizetés a’ Magyaroknak; de az után 27 esztendővel, az Ausztriaiakkal folytatott had által elég bőven viszsza nyerték vala. Elveszvén azonban az Ausztriai igazgatás alatt a’ Sopronyiaknak régi szabadságaik, azokat MÁTYÁS Királytól viszsza nyerték vala, sőt meg is öregbíté azokat 1464, és 1465-dikben, ’s személlyes jelenlételével is háromszor megtisztelte e’ Várost. Alig halálozott vala meg MÁTYÁS Király, és már új veszedelem lebegett Sopron Városa körűl, mert Maximilián az Országot magáénak állítván, az 1463-dik esztendőbéli kötés szerént hadi erővel ostromlotta Sopront, és ez néki fel is adatott, olly feltétellel, hogy míg az akkori had tartana, a’ Városbéliek sem Maximiliánnak, sem pedig Ulászlónak pártyára ne tartozzanak. Viszsza adatott annakutánna Ulászlónak, a’ több elfoglaltt helyekkel egyetemben, és 1493-dikban jelesen meg is ajándékoztatott tőle; kétszer személlyes jelenlétével is megtisztelte. MÁRIA Királyné pedig a’ Zsidókat tiltotta el innen. Jelesen óltalmazák vala magokat Szolimánnak hadi ereje ellen, és minekutánna a’ Várost megerőssítették, a’ külső Városokat is készek valának felégetni; melly hívségjekért Ferdinánd által szépen meg is jutalmaztattak, a’ ki itten 1553-ikban Ország Gyűlést tartatott vala. Megkárosították ezután Sopron Városának Lakosait, és vidékjét a’ temérdek sáskák, mellyek után nagy drágaság vala; 1577-dikben pedig az égés által sanyargattattak számos Lakosai Még sokkal károsabb vízáradást szenyvedtek 1579-dikben, de a’ gazdag szűret által tűrhetőképen megvígasztaltattak. A’ tűz-támadások is nagyon sanyargatták e’ Várost, és ha az égi Gondviselés az 1586-dik esztendőbéli gazdag szüret által nem elevenítette vólna Lakosait, sokkal tűrhetetlenebbek lettek vólna külömbféle viszontagságaik. – Félelemes vala a’ Soproniaknak az 1594-dik esztendő is, mert elfoglaltatván Győr Városa, könnyen terjedhetett széjjel, zsákmányozás végett az ellenség. – A’ Győri Káptalantól is eléggé vonogatták magokat Lakosai. Ditséretesen, és hathatósan viselték magokat a’ Sopronyiak Bocskainak követői ellen, mert minekutánna ezek mind a’ Tsalóközt, mind Sopron vidékjét feldúlták vólna, Sopron Városát meg nem vehették; noha három tsatát tettek ellenek, először Hagymásinak végre pedig Németinek vezérlések alatt: melly hívségekért RUDOLF által jelesen meg is jutalmaztattak. A’ Bétsi békekötés után megpihentek ugyan a’ Soproniak, de Bethlen által elég sokféle terhes nyomorúságokat szenyvedtek: mert először nem szűntek vala meg addig az ostromlástól, míg hatalmokba nem ejtették; megnyervén elég tetemesen kártékonykodtak itten. Azután ismét elvétetett tőlök, mellyet Betlen nem szívelhetvén, esztendő múlva ismét ostrom alá vétette, de alóla elnyomattatott. Meg lévén a’ békeség, FERDINÁND Ország Gyűlést hírdettetett ide, a’ midőn ANNA ELEONORA megkoronáztatott. 1621-ikben ismét meg erőssíttették a’ Város’ falait. Betlennek utóbbi ostromoltatása után, ismét Ország-Gyűlése vala Sopronban, a’ midőn III. FERDINÁND a’ Sz. Ferentz’ Szerzetebéli Atyáknak Szentegyházaokban megkoronáztatott. Ekkor is kevés időig tartott a’ Soproniaknak nyúgodalmok, mert Rákóczi Györgynek erejétől tartván, ismét kéntelenek valának erőssíteni a’ Várost. Azután pedig a’ nagy égések által sanyargattattak, a’ mint Gruber Ábrahám elő adta; majd pedig a’ temérdek sáskák által. Ezek után az Ozmanoknak is kénteleníttettek engedni, és kevés ideig Tökölyinek hatalma alatt vóltak, ’s kivált öt hétig elég sanyarúságokat szenyvedtek. Megváltozván a’ kétséges környűlállás, azonnal Követek által viszsza adák a’ Várost LEOPOLDnak 1683-dikban. Nehezen gyarapodhatott a’ mostoha idők miatt akkor e’ Város; 1699. pedig 29-dik Mártziusban az égés által is szerentsétlen vala. – Még szomorúabb időket szenyvedtek e’ Századnak elején, mert Rákócziak által nyóltz esztendőnél tovább háborgattattak; Leonhárd hegyéről valóban keserves ostromot szenyvedtek, és valamint az előtt való ostromkor Serpilius hathatósan fáradozott e’ Város mellett; úgy ekkor Dobner Ferdinánd különösen kitündököltette jeles érdemeit. Melly véres, és veszedelmes ostromnak kiszenyvedéséért, ’s valóban igen hív magokviselésekért JÓZSEF Tsászár által jelesen meg is ditsértettek, ’s meg is ajándékoztattak. 1710-dikben, fából készűltt, ’s fedezett tornátz készíttetett a’ Városnak falán, nem meszsze a’ régen úgy nevezett zőld toronyhoz; 1728-dikban pedig kőből készíttetett. A’ belső Város nem igen nagy, de külömb féle jeles, és számos épűletekkel, Tornyokkal, ’s Szent egyházakkal díszeskedik; ellenben a’ külső Városok elég nagyra terjednek, ’s ezek is kapukkal, és útszákkal jelesen vagynak építve. Valóságos képét e’ Városnak, és nevezetesebb épűleteinek magyarázattyokat, valamint a’ több Kir. városokét is, nem sokára közölni fogjuk a’ Hazával. Lakosai e’ Városnak kiváltképen szorgalmatosak mind a’ kereskedésre, mind a’ mesterségekre, mind pedig a’ gazdáskodásra nézve. Kebelekből számos, és nevezetes Tudósok származtak. Oskoláik most is szép virágzásban vagynak. Kereskedések nevezetes, boraik híresek, és nagy erejűek, vásárjai népesek: egy szóval Sopron Városa kedves, egésséges, és bóldog lakást szolgáltat gyors Lakosainak. Ez az oka, hogy számos Méltóságok is lakó helyeknek választván, úri épűleteik által nevezetesítik e’ Várost. Leg közelebb, Nagy Méltóságú Gróf Szécsényi Ferentz ő Excellentziája ide által szállíttatván Czenkről híres Könyvtárját, egyéb külömb féle, Tudományokhoz tartozó betses Gyűjteményeit, vajmi nagy hasznot szolgáltat mind azoknak az Olvasóknak, a’ kik a’ tudományokat kedvellik. Határja e’ Városnak néhol jó, néhol közép termékenységű; legnevezetesebb hasznot szolgáltatnak a’ Lakosoknak híres bort termő szőlős hegyei; fájok mind a’ kétféle van; réttyei, legelőji hasznosak; vagyonnyaiknak eladására igen is jó módgyok van." Forrás: (Vályi András: Magyar országnak leírása, 1796–1799) |

Széchenyi ösztönzésére épült meg a Dunántúl első vasútja, amely Sopront Bécsújhellyel és Béccsel kötötte össze. Ezt a vasútvonalat egy 1847-es terv alapján Sopron-Kőszeg-Szombathely-Rum-Zalavár-Nagykanizsa irányban kívánták folytatni, ám végül ettől eltérő irányban építették tovább.
A határhoz közeli elhelyezkedése miatt az 1848-as szabadságharc idején a várost hamar megszállták a császári csapatok. Ezután szépen fejlődött egészen a 20. század elejéig, bár fejlődése a 19. század végétől lelassult, gazdasági súlya csökkent. 1890-ben az első vidéki távbeszélőközpont itt épült ki. 1900-ban megindult a villamosközlekedés a városban, azonban a két vonalból álló hálózat nem bizonyult hosszú távon jövedelmezőnek, így 1923-ban felszámolták.
1919-ben ide telepítették át Selmecbányáról a Selmeci Akadémiát, amelynek jogutódja a Bányászati és Erdészeti Főiskola.

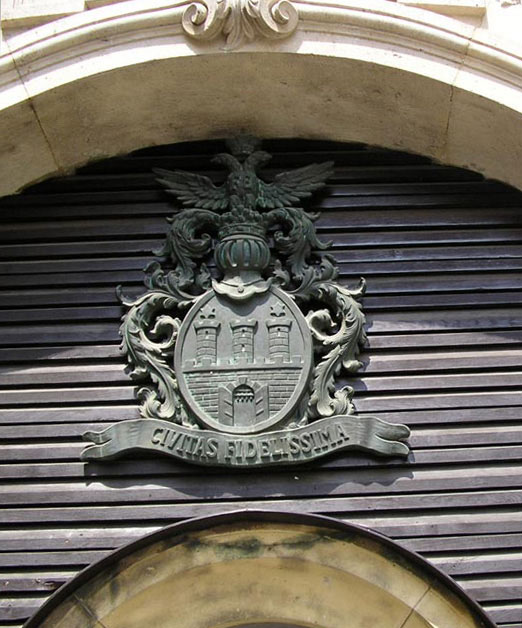
Sopron címere a Tűztorony kapuján 2009-ig

1921-ben, a trianoni békeszerződés után az osztrák kortársak és történészek által vitatott tisztaságú népszavazás döntötte el, hogy Sopron és a környező nyolc község melyik országhoz tartozzon. A soproniak többsége Magyarország mellett döntött. Az eseménynek 1922-ben emléktörvény állított emléket, ekkortól hívják „A leghűségesebb város”-nak (Civitas fidelissima). A döntés napja, december 14-e Sopron ünnepe. A hivatalok kétnyelvűek maradtak egészen az 1946-os kitelepítésig, amikor is hivatalos adatok szerint 2005 német anyanyelvű személynek kellett a várost elhagynia.
A város sokat szenvedett a II. világháborúban. 1944-ben több légitámadás is érte. A város zsidó lakosságát (1857 főt) 1944 nyarán szinte teljes egészében haláltáborokba szállították, az elhurcoltak közül 325-en tértek vissza, a többieket zömmel meggyilkolták. A Sopron környéki tömegsírokba 2181 éhezésben, járványokban elhunyt és agyonlőtt munkaszolgálatos holttestét temették el. A nyilasok 1944 decemberétől 1945. március 28-ig lényegében Sopronból irányították az országot. A város lakosságának halálozási adatai a nyilas uralom idején rémisztő képet festettek. Az egyleteket és a helyi lapokat betiltották, a lakosság jelentős részét katonai szempontból teljesen értelmetlen sáncok építésére rendelték ki. A több tízezer (egyes források szerint százezer) menekülővel, nyilaskeresztes párttaggal, katonával és csendőrrel hatalmasra duzzadt városban élelmiszerhiány alakult ki, s járványok ütötték fel a fejüket. A Nyilaskeresztes Párt helyi ifjúsági szervezete 1945. január 17-től már a 12 éves fiúkat is „besorozta”. Még a nyilasok március 29-i menekülése előtti napokban is tucatszám szedték össze a fiatalokat a város utcáin.
A várost a szovjetek 1945. április 1-jén foglalták el.
Bár a II. világháború után Sopronban is jelentős ipari fejlődés bontakozott ki, a bányát 1951-ben a bányaművelés ellehetetlenülése (vízbetörések) miatt bezárták, és az 1950-es években a főiskola bányamérnöki karát Miskolcra telepítették át (az erdőmérnöki kar ma a Soproni Egyetem része). A belváros bájos barokk arculatát sikerült megőrizni. A Kádár-rendszerben igen jelentős műemlékvédelmi munkálatok folytak, a látványos eredmények miatt a város méltán kapta meg 1975-ben a Műemlékvédelmi Európa Díj aranyérmét.
A várostól délre, illetve nyugatra elterülő vadregényes dombvidék 1225 óta az egykori íjászok őrhelyeként szerepel az oklevelekben. Ez a Lővérek (Lőverek, Lövérek – a nyelvhasználat ingadozó), Sopron üdülőrésze. Itt áll Nepomuki Szent János kápolnája és a Mária-oszlop. 1967-ben adták át az autóbusz-pályaudvart. A lakótelepek közül elsőként a Kőfaragó téri 1967-1973 között, a József Attila nevét viselő 1972-1979 kötött épült, a legnagyobb pedig a város északnyugati peremén álló Jereván lakótelep, amely 1973-1985 között épült fel, többnyire a győri házgyár panel elemeiből.
1989. augusztus 19-én az úgynevezett páneurópai piknik alkalmával megnyitották a magyar-osztrák határt. Az ezt követő szeptember 10-ei teljes nyitást közel 60 ezer fő NDK-beli lakos az Ausztriába menekülésre használta fel.
2010. május 7-étől soproni kékfrank néven pénzhelyettesítő papírutalványt indítottak a Sopron környéki cégek gazdaságélénkítési céllal.
2016. április 18-án ICOMOS-díjat kapott a város a 2012-ben átadott Várfal sétány és a 2015-ben megújult Várkerület műemléki helyreállításáért, megújításáért.

### Érdekességek
2012-ben itt mérték a legnagyobb éves csapadékösszeget. A Muck-kilátónál 844,8 mm csapadék hullott ebben az évben.

## Közigazgatás és politika

### Polgármesterei
| Időszak   | Név                 | Jelölő szervezet(ek)          | Megjegyzés |
| --------- | ------------------- | ----------------------------- | ---------- |
| 1990–1992 | Hirschler Rezső     | SZDSZ                         |            |
| 1992–1994 | Fejes Zoltán        | SZDSZ                         |            |
| 1994–1998 | Dr. Gimesi Szabolcs | Szövetség Sopronért Egyesület |            |
| 1998–2002 | Dr. Gimesi Szabolcs | Szövetség Sopronért Egyesület |            |
| 2002–2006 | Walter Dezső        | MSZP-SZDSZ                    |            |
| 2006–2010 | Dr. Fodor Tamás     | Fidesz-KDNP                   |            |
| 2010–2014 | Dr. Fodor Tamás     | Fidesz-KDNP                   |            |
| 2014–2019 | Dr. Fodor Tamás     | Fidesz-KDNP                   |            |
| 2019–2024 | Dr. Farkas Ciprián  | Fidesz-KDNP                   |            |
| 2024–     | Dr. Farkas Ciprián  | Fidesz-KDNP                   |            |

### A 2024-es önkormányzati választás eredménye
- A polgármester-választás eredménye[33]

| Jelölt neve        | Jelölő szervezet(ek) | Jelölő szervezet(ek)          | Szavazatok száma | Szavazatok aránya |
| ------------------ | -------------------- | ----------------------------- | ---------------- | ----------------- |
| Dr. Farkas Ciprián |                      | Fidesz – KDNP                 | 13 571           | 50,85%            |
| Sovány Endre       |                      | Független                     | 5339             | 20,00%            |
| Jakál Adrienn      |                      | Párbeszéd- ZÖLDEK – DK – MSZP | 3404             | 12,75%            |
| Holpár Csaba       |                      | MKKP                          | 1932             | 7,24%             |
| Horváth Gábor      |                      | Mi Hazánk                     | 1509             | 5,65%             |
| Reischl Gábor      |                      | Jobbik                        | 935              | 3,50%             |
| Összesen           |                      |                               | 26 690           | 100%              |

- A képviselőtestület-választás eredménye[34]

| Párt | Párt                   | Mandátumok | Képviselő-testület | Képviselő-testület | Képviselő-testület | Képviselő-testület | Képviselő-testület | Képviselő-testület | Képviselő-testület | Képviselő-testület | Képviselő-testület | Képviselő-testület | Képviselő-testület | Képviselő-testület | Képviselő-testület |
| ---- | ---------------------- | ---------- | ------------------ | ------------------ | ------------------ | ------------------ | ------------------ | ------------------ | ------------------ | ------------------ | ------------------ | ------------------ | ------------------ | ------------------ | ------------------ |
|      | Fidesz – KDNP          | 13         | P                  |                    |                    |                    |                    |                    |                    |                    |                    |                    |                    |                    |                    |
|      | Momentum               | 2          |                    |                    |                    |                    |                    |                    |                    |                    |                    |                    |                    |                    |                    |
|      | MKKP                   | 1          |                    |                    |                    |                    |                    |                    |                    |                    |                    |                    |                    |                    |                    |
|      | Párbeszéd- ZÖLDEK – DK | 1          |                    |                    |                    |                    |                    |                    |                    |                    |                    |                    |                    |                    |                    |
|      | Mi Hazánk              | 1          |                    |                    |                    |                    |                    |                    |                    |                    |                    |                    |                    |                    |                    |

## Népesség
Sopron lakónépessége 2011. január 1-jén 60 548 fő volt, ami Győr-Moson-Sopron megye össznépességének 12,5%-át tette ki. A város Győr-Moson-Sopron megye negyedik legsűrűbben lakott települése, abban az évben az egy km²-en lakók száma, átlagosan 358,3 fő volt. Emellett a megye második és a Nyugat-Dunántúl harmadik legnépesebb települése. A népesség korösszetétele kedvezőtlen. A 2011-es év elején a 19 évesnél fiatalabbak népességen belüli súlya 20%, a 60 éven felülieké 22% volt. A nemek aránya kedvezőtlen, ugyanis ezer férfira 1095 nő jut. 2017-ben a férfiaknál 73,3, a nőknél 79,9 év volt a születéskor várható átlagos élettartam. A népszámlálás adatai alapján a város lakónépességének 8,6%-a, mintegy 5179 személy vallotta magát valamely kisebbséghez tartozónak. Közülük német, cigány és horvát nemzetiséginek vallották magukat a legtöbben.
A 20. század második felétől Sopron lakossága fokozatosan növekszik. Népességnövekedése az 1950-es években felgyorsult a szocializmus évei alatt. Az urbanizáció a második világháború után felgyorsuló hatású volt, többek közt ennek eredményeképpen a város lakossága szinte megkétszereződött. A legtöbben 2011-ben éltek a városban, 60 548-an. Az utolsó 2011-es népszámlálás alapján, soha nem éltek még ennyien Sopronban, mint 2011-ben. Az osztrák határ közelsége az egyik fő oka a jelentős növekedésnek. A helyiek a valós népességet a hivatalos statisztikához képest többre becsülik. A hazaihoz képest magasabb jövedelmet biztosító munkalehetőségek miatt több tízezren a burgenlandi településekre járnak dolgozni. A munkanélküliség alacsonyabb az országos átlagnál.
A 2011-es népszámlálási adatok szerint a magukat vallási közösséghez tartozónak valló soproniak túlnyomó többsége római katolikusnak tartja magát. Emellett jelentős egyház a városban, még az evangélikus és a református.

### Etnikai összetétel
A 2001-es népszámlálás adatok szerint a város lakossága 56 175 fő volt, ebből a válaszadók száma 54 829 fő volt, 56 175 fő magyarnak, míg 184 fő cigánynak vallotta magát, azonban meg kell jegyezni, hogy a magyarországi cigányok (romák) aránya a népszámlálásokban szereplőnél lényegesen magasabb. 1 963 fő német, 293 fő horvát, 42 fő román és 3 fő bolgár etnikumnak vallotta magát.
A 2011-es népszámlálás adatok szerint a város lakossága 60 548 fő volt, ebből a válaszadók száma 56 635 fő volt, 51 456 fő magyarnak vallotta magát. Az adatokból az derül ki, hogy a magukat magyarnak vallók száma jelentősen csökkent tíz év alatt, ennek fő oka, hogy többen nem válaszoltak. Az elmúlt tíz év alatt a nemzetiségiek közül legjelentősebben a cigányok (449 fő), a németek (3 448 fő) és a bolgárok (66 fő) száma nőtt Sopronban. A román (131 fő) nemzetiségűek száma megháromszorozódott. A magukat horvátoknak vallók száma (141 fő) kismértékben nőtt az elmúlt tíz év alatt. A megyén belül Sopronban él a legtöbb magát németnek valló nemzetiségi.

### Vallási összetétel
Sopron lakóinak vallási összetétele 2022-ben
Vallási eloszlása a 2011-es népszámlálás alapján még viszonylag hagyományos képet mutatott, amelyben a római katolikus vallás dominált. A lakosság közel fele, pontosan 47,9%-a vallotta magát római katolikusnak. Ez a jelentős arány összhangban áll a város történelmi örökségével, amelyben a katolikus egyház hosszú ideig fontos szerepet töltött be, templomaival, iskoláival és közösségeivel. A második legnagyobb keresztény felekezet az evangélikus egyház volt, amelyhez a lakosság 5,3%-a tartozott. Ez nem meglepő, hiszen Sopron az evangélikus egyház történetében is fontos szerepet játszott, és ma is több evangélikus intézmény működik a városban. A reformátusok aránya ennél alacsonyabb volt, 3% körül alakult, míg a görögkatolikus hívek száma elenyésző, 0,3% volt.
Az egyéb vallási közösségekhez tartozók aránya 1,3%-ot tett ki, ide sorolhatók például a kisebb keresztény felekezetek, valamint más világvallások hívei, akik kis számban ugyan, de jelen vannak a város vallási palettáján. Ugyanakkor jól látható, hogy a vallási közösségekhez nem tartozók száma is jelentős, 2011-ben a soproniak 12,9%-a nyilatkozott úgy, hogy nem követ semmilyen vallást. Ennél is magasabb volt azok aránya, akik nem kívánták megválaszolni a vallásra vonatkozó kérdést: 21,9% nem nyilatkozott a kérdésben. Ez a tendencia – miszerint egyre többen maradnak távol az intézményes vallásoktól, illetve nem nyilatkoznak vallási hovatartozásukról – az egész országban megfigyelhető, és Sopron sem kivétel ez alól.
A 2022-es népszámlálás hivatalos, részletes települési adatai alapján valószínűsíthető, hogy ezek az arányok tovább tolódtak a nem vallásos és a nem nyilatkozó kategóriák irányába, azonban a végleges, nyilvános adatok alapján lehet pontos következtetéseket levonni. A Központi Statisztikai Hivatal interaktív adatbázisában ezek az információk elérhetők, és várhatóan a vallási sokszínűség további változását mutatják majd Sopronban is.

## Városrészek

### Belváros
A város legfontosabb és legismertebb része a Belváros, ahol Sopron történelmi öröksége a leglátványosabban megmutatkozik. A középkori városfalak maradványai, a barokk és reneszánsz épületek, a Tűztorony, a Fő tér, valamint a patinás paloták és templomok adják a város történelmi hangulatát. A Belvárosban találhatók a főbb közigazgatási és kulturális intézmények, valamint számos vendéglátóhely és turisztikai látványosság, így ez Sopron szíve mind gazdasági, mind kulturális szempontból.

### Sopronbánfalva
Sopronbánfalva (németül: Wandorf) egykoron önálló település volt, amelyet 1950-ben csatoltak a városhoz. Ma is megőrizte falusias jellegét, szűk utcácskáival, régi parasztházaival és a festői fekvésű pálos-karmelita kolostorral, amely a város egyik spirituális és művészeti központjává vált.

### Balf
Balf (németül: Wolfs) egy kis lélekszámú, de fontos városrész, amely híres gyógyvizéről és fürdőkultúrájáról. A 998 fős településrész a Fertő-tó közelében található, és nevét leginkább a balfi gyógyfürdő tette ismertté. Az itt található ásványvíz kitűnő minőségű, és a környék csendes, nyugodt környezete ideális a rekreációra. (998 lakos)

### Brennbergbánya
Brennbergbánya (németül: Brennberg) a város egyik legkülönlegesebb és történetileg legérdekesebb településrésze. Egykor Magyarország első ipari szénbányászati központja volt, és ma is számos emlék őrzi a bányászéletet. Bár ma már mindössze 605 lakosa van, a városrész kulturális öröksége, például a bányamúzeum, és természeti környezete, a soproni hegység erdei, vonzóvá teszik a kirándulók számára. (605 lakos)

### Erdeiiskola
Egy kis létszámú (141 fős) településrész a város peremén, elsősorban erdei iskolai programok helyszíneként ismert. A környező természetes erdőterületek ideális helyet biztosítanak oktatási és környezeti nevelési célokra, így főként oktatási intézményekhez kapcsolódóan használják. (141 lakos)

### Görbehalom
Görbehalom (németül: Bogenriegel) szintén egy kisebb, 208 fős városrész, amely Sopron nyugati részén, Brennbergbánya közelében található. Nevét a kanyargós dombvidéki utakról kaphatta, és festői környezete miatt kedvelt lakóövezet. (208 lakos)

### Óhermes
Sopron egyik legkisebb városrésze, mindössze 26 fő lakja. Elzártsága és kis népessége miatt kevésbé ismert, de a természetközeli életmód kedvelőinek érdekes lakókörnyezet lehet.

### Sopronkőhida
Sopronkőhida (németül: Steinambrückl) történelmileg ismert városrész, főként a híres/hírhedt börtön miatt, amely több korszak politikai foglyait is őrizte. Ma is működő büntetés-végrehajtási intézmény található itt. Ugyanakkor a városrésznek jelentős lakossága van – 1319 fő –, és fokozatosan fejlődik lakóövezetként is. (1319 lakos)

### Tómalom
Egy kisebb, de kedvelt nyaralóövezet a város északi részén. A 469 fős városrész nevét az itt található tó és a köré épült üdülők jellemzik. Nyáron népszerű célpont a fürdőzni és pihenni vágyók körében, így szezonálisan megnő a forgalma.

### Újhermes
Újhermes egy alig 120 fős városrész, amely Óhermeshez hasonlóan kicsi és viszonylag elszigetelt. Csendes, falusias jellegű terület, ahol az ott élők számára a természetközeli életmód és a nyugalom lehet a legnagyobb vonzerő. (120 lakos)
(2001. február 1-jén, a 2003. január 1-jei közigazgatási állapot szerint, forrás: KSH)

## Közlekedés

#### Belföld
Közúton a várost a Sárváron át Balatonedericcsel összekötő 84-es főúton, Budapest és Győr felől (Nagycenken át) a 85-ös főúton, illetve az M85-ös gyorsforgalmi úton lehet elérni. 1993-1995 között épült a 84-es főút elkerülő szakasza, 2024-re pedig elkészült a várost északról elkerülő és a határig vezető M85-ös gyorsforgalmi út, amelynek része a Soproni alagút.
A környező kisebb települések, városrészek közül Fertőd térségével a 8518-as, Fertőrákossal a 8526-os, Sopronkőhidával a 8527-es, a Piuszpuszta és Szentmargitbánya (Sankt Margarethen im Burgenland) közti határátkelőhellyel (az 1989-es páneurópai piknik helyszínével és annak emlékhelyével) a 8532-es, Harkával pedig a 8645-ös út köti össze.
Vasúton Budapest és Győr felől a GYSEV 8-as számú, Szombathely felől a 15-as számú vasútvonalán érhetjük el.
A helyi és helyközi autóbusz-közlekedést a Volánbusz Zrt. látja el. A helyközi autóbusz-pályaudvar a Lackner Kristóf utcában található. 

#### Külföld
Ausztria Burgenland tartományába, Bécs irányába az A3 - A2 autópálya kínál gyors közúti összeköttetést. Korridorvasútként működik a Sopron-Deutschkreutz vasútvonal. Ausztria felé továbbá Bécsújhely felé egyvágányú nem villamosított, Ebenfurt-Bécs felé villamosított egyvágányú vasútvonal is üzemel.

## Turizmus
Kereskedelmi szálláshelyeken eltöltött vendégéjszakák tekintetében 361 ezer vendégéjszakával (2012) Magyarország 9. legnépszerűbb települése; legnagyobb küldőpiacai Németország (24 ezer), Ausztria (20 ezer) és Ukrajna (16 ezer).

### Látnivalók

#### Világi épületek
- Belváros
- Tűztorony
- Római eredetű városfalak
- Széchenyi tér és Hűségzászló
- Esterházy-paloták (barokk)
- Városháza (eklektikus, 1895)
- Storno-ház (barokk-neoreneszánsz)
- Fabricius-ház
- „Két mór” ház (18. századi parasztbarokk)
- Fehér Angyal Patikamúzeum (15–16. század)
- Lábasház (16–17. század) Az itt található kiállítóteremben látható minden páratlan évben az Országos Érembiennálé anyaga.
- Gambrinus-ház (régi városháza)
- Generális- vagy Lackner-ház
- Hattyús ház, Pócsi utca 2.
- Hattyús kút, (Béke út)
- Eggenberg-ház
- Orsolya tér
- Szentháromság-szobor
- Soproni Petőfi Színház
- Hősök temetője (Sopronbánfalva)
- Sörházdombi kilátó
- Hubertusz kilátó
- Károly-kilátó
- Gloriette-kilátó
- Taródi-vár
- Mária-oszlop (az 1700-as években készült csavart, füzéres barokk korinthoszi oszlop)
- Berzsenyi Dániel Evangélikus Gimnázium (Líceum)
- Civitas Pinceszinház
- Liszt Ferenc Művelődési Központ
- Deák tér Közép-Európa leghosszabb tere

- A Tűztorony
- A római kőtár 1977-ben
- Városháza
- Fő tér
- Petőfi Színház
- Az 1897-ben felavatott Széchenyi-szobor

#### Egyházi épületek
A városban és a csatolt településekben több tucat templom, kápolna, kolostor és egyéb egyházi építmény áll.
Néhány ismertebb:
- Kecske-templom
- Káptalan-terem
- Szent György-templom (Dómtemplom, barokkosított gótikus)
- Szent Mihály-templom (gótikus)
- Szentlélek templom (gótikus, belsö tér barokk)
- Evangélikus templom (késő barokk, 1784, romantikus toronnyal)
- Ózsinagóga (középkori)
- Ortodox zsinagóga
- Bánfalvi karmelita kolostor (Kertváros)
- Nepomuki Szent János kápolna

### Programok, rendezvények
- Soproni Tavaszi Fesztivál
- Soproni Ünnepi Hetek
- VOLT Fesztivál

### Kerékpáros turizmus

#### Fertő menti kerékpárút
Sopronból alacsonyabb forgalmú úton (nem főúton) haladva Balfon, erdei kerékpárutat választva pedig Fertőrákoson lehet bekapcsolódni a Fertő menti kerékpárútra, amely körülbelül 120 kilométer hosszú.

#### EuroVelo 13
|  |  |  |

|  |  |  |

|  |  |  |

|  |  |  |

|  |  |  |

|  |  |  |

|  |  |  |

|  |  |  |

|  |  |  |

|  |  |  |

|  |  |  |

|  |  |  |

|  |  |  |

|  |  |  |

|  |  |  |

|  |  |  |

|  |  |  |

|  |  |  |

|  |  |  |

|  |  |  |

Az EuroVelo egy európai, nemzetközi kerékpárhálózat, amelynek tizenharmadik vonala Sopronon is áthalad. Az Iron Curtain Trail (magyarul: Vasfüggöny útvonal) Norvégiából indul, és nevéhez híven végig a vasfüggöny egykori nyomvonalán hasítja ketté a kontinenst északról dél felé. Az útvonal 10 400 kilométer hosszú, és 20 országot érint. Sopronba Ausztria, Ágfalva felől érkezik, végül pedig Harka felé hagyja el a várost, és egy rövid időre ismét visszatér Ausztriába. Végpontja Törökországban található. A teljes Iron Curtain Trail egyébként még nincs kitáblázva.

## Oktatás

### Általános iskolák
- Deák Téri Általános Iskola
- Gárdonyi Géza Általános Iskola
- Hunyadi János Evangélikus Óvoda és Általános Iskola
- Kozmutza Flóra Egységes Gyógypedagógiai Módszertani Intézmény, Általános Iskola és Speciális Szakiskola
- Lackner Kristóf Általános Iskola
- Petőfi Sándor Általános Iskola és Alapfokú Művészetoktatási Intézmény
- Soproni Német Nemzetiségi Általános Iskola - Deutsche Nationalitätenschule Ödenburg
- Szent Orsolya Római Katolikus Gimnázium, Általános Iskola, Óvoda és Kollégium
- Tóth Antal Óvoda, Általános Iskola, Kollégium és Pedagógiai Szakszolgálat

### Középiskolák
- Berzsenyi Dániel Evangélikus (Líceum) Gimnázium, Kollégium és Szakképző Iskola
- Danubius Hotels Szakképző Iskola és Kollégium
- Doborjáni Ferenc Nevelés-Oktatási Központ
- Eötvös József Evangélikus Gimnázium és Egészségügyi Szakközépiskola
- Fáy András Két Tanítási Nyelvű Közgazdasági Technikum
- Handler Nándor Szakképző Iskola
- Lippai János Középiskola, Kertészeti Szakképző Iskola és Kollégium
- Nyugat-magyarországi Egyetem Roth Gyula Gyakorló Szakközépiskola és Kollégium
- Soproni Idegenforgalmi, Kereskedelmi, Vendéglátó Szakképző Iskola és Kollégium
- Soproni Széchenyi István Gimnázium
- Szent Asztrik Katolikus Gimnázium (megszűnt)
- Szent Orsolya Római Katolikus Gimnázium, Általános Iskola, Óvoda és Kollégium
- Vas- és Villamosipari Szakképző Iskola és Gimnázium

### Felsőoktatás
- Soproni Egyetem Benedek Elek Pedagógiai Kar; Erdőmérnöki Kar; Simonyi Károly Műszaki, Faanyagtudományi és Művészeti Kar; Lámfalussy Sándor Közgazdaságtudományi Kar

## Sopron híres szülöttei
- Aggteleky Béla (1890–1977) második világháborús magyar altábornagy
- John Alton (1901-1996) Oscar díjas operatőr
- Andorka (Fleischhacker) Rudolf (1891–1961) honvéd vezérőrnagy, diplomata
- Andrásfalvy Bertalan (1931) néprajztudós
- Ankerl Géza, a Massachusetts Institute of Technology professzora (1933)
- Babos Gábor (1974) 27-szeres válogatott labdarúgókapus
- Babos Tímea (1993) hivatásos teniszező
- Balogh János (1984) színész
- Bauhofer János György evangélikus lelkész (1806–1864)
- Benedek Lajos (1804–1881) császári és királyi táborszernagy
- Both Balázs Bella István díjas költő, író, műfordító
- Csapody István (1930–2002) Széchenyi-díjas botanikus, természetvédelmi szakember
- Csapody Miklós (1955) újságíró, a Magyar Demokrata Fórum egykori tagja, országgyűlési képviselő
- Csekonics Endre (1901–1983) agrármérnök, vadász
- Csollány Szilveszter (1970–2022) olimpiai bajnok magyar tornász
- Danis Lídia (1980) színésznő
- Éder Krisztián "SP" (1988) magyar énekes, rapper, fotós
- Festetics Sándor (1876–1944) hadügyminiszter
- G. Szabó Judit (1925–2010) ifjúsági író
- Gombocz Zoltán (1877–1935) nyelvtudós, egyetemi tanár, az ELTE Bölcsészettudományi Kar dékánja
- Graf Zoltán (1941–2023) állatorvos
- Grüll Tibor (1964) ókortörténész, egyetemi oktató, író
- Hárs József (1925–2016) helytörténész, levéltáros, író
- Hillebrand Jenő (1884–1950) ősrégész, az őskőkor tudományos kutatásának magyarországi úttörője
- Hiller István (1964) országgyűlési képviselő, kulturális és oktatásügyi miniszter
- Honti Katalin kosárlabdázó
- Kánya Kálmán (1869–1945) külügyminiszter
- Kappner Ignác (1826–1891) magyar és amerikai szabadságharcos
- Kiss Ignác (1900–1969) magyar kohómérnök, matematikus, egyetemi tanár
- Kochmeister Frigyes (1816–1907) az 1864-ben megalakított Pesti Áru- és Értéktőzsde első elnöke
- Koller Krisztián (1993) színész
- Kőszeghi-Mártony Károly (1783–1848) építőmérnök, hadmérnök, a sűrített levegős légzőkészülék és a gulyáságyú feltalálója
- Lackner Kristóf (1571–1631) polgármester, városbíró, jogtudós, ötvös, író
- Ladó László (1919–2007) közgazdász, egyetemi tanár
- Lengyel Sándor (1930–1988) grafikus
- Lehár Antal (1876–1962) katonatiszt, Lehár Ferenc zeneszerző öccse
- Mahler Margaret (1897-1985)  orvos, pszichiáter, pszichológus, gyermekpszichológus.
- Mora Terézia (1971) Bachmann-díjas író, fordító
- Ottinger Ferenc (1792–1869) császári és királyi lovassági tábornok
- Pap Károly (1897–1945) író
- Petrik Lajos (1851–1932) vegyész
- David-Zvi Pinkas (1895-1952) Az Izraeli Függetlenségi Nyilatkozat egyik aláírója, közlekedési miniszter
- Rakovszky Zsuzsa (1950) író, költő, műfordító
- Rátz László (1863–1930) tanár
- Richly Zsolt (1941-2020) Balázs Béla-díjas rajzfilmrendező, animátor, grafikus, érdemes és kiváló művész
- Roth Gyula (1873–1961) erdőmérnök, Kossuth-díjas egyetemi tanár
- Sipos Béla (1945) egyetemi tanár
- Solthy György (1904–1961) színész
- Soproni Horváth József (1891–1961) festőművész
- Soproni József (1930–2021) zeneszerző
- Szájer József (1961) EP-képviselő, évekig a város országgyűlési képviselője
- Szakonyi Imre István (1975) 12-szeres magyar bajnok mozgáskorlátozott úszó
- Széchényi Manó (1858–1926) külügyminiszter
- Széchényi Miklós (1868–1923) győri, majd nagyváradi püspök
- Tapolczai János (1939) NB I-es labdarúgó-játékvezető (1971–1981)
- Temes Judit (1930–2013) olimpiai bajnok úszó
- Tenke Tibor (1924–1984) építész
- Tóth Imre (1968) magyar történész, múzeumigazgató, egyetemi docens
- Varga Szabolcs színész (1973)
- Várszegi Asztrik (1946) bencés szerzetes, pannonhalmi főapát
- Winkler Oszkár építész, egyetemi tanár, a Károly-kilátó és több soproni épület tervezője
- Zimmer Ferenc (1885–1961) magyar újságíró, szerkesztő

## Sopron híres lakói
- IV. Károly magyar király

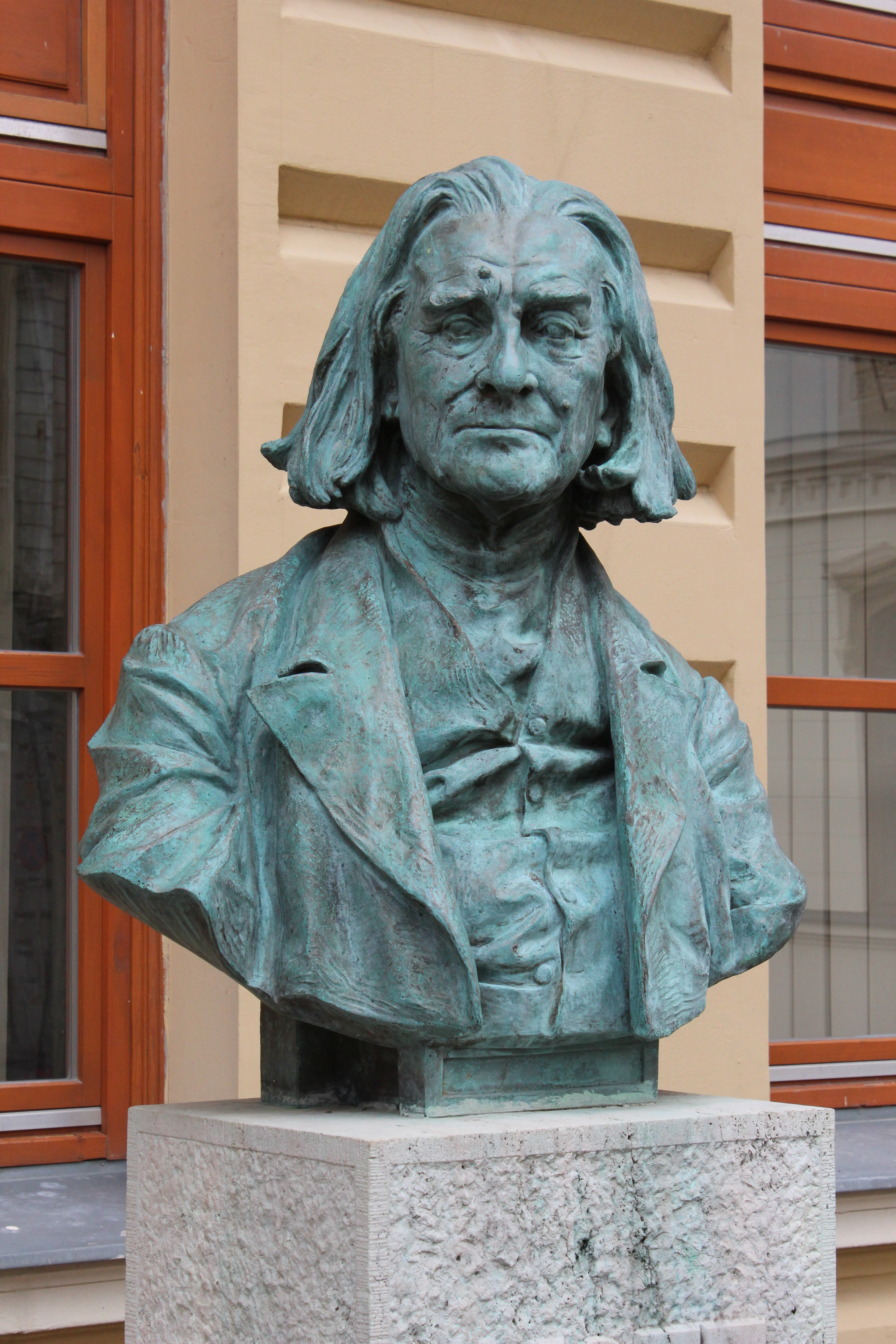
Liszt Ferenc szobra a Liszt Ferenc Művelődési Központ előtt

- Balogh de Mankó Bük magyar nemesi család
- Bartók Béla zeneszerző
- Berzsenyi Dániel költő
- Boor Gusztav es Nándor építőmesterek
- Both Balázs Bella István díjas költő, író, műfordító
- Csapody István botanikus
- Csollány Szilveszter olimpiai bajnok
- Dorosmai János meseíró, költő
- Farkas Ádám költő, az evangélikus Líceum rektora
- Fászl István ornitológus
- Grabner József festőművész
- Gyóni Géza evangélikus teológus hallgató, költő és újságíró
- Házi Jenő főlevéltáros
- Horthy Miklós az osztrák-magyar hadiflotta utolsó parancsnoka, altengernagy, később kormányzó
- Járóka Lívia az Európai Parlament alelnöke
- Kogutowicz Manó geográfus
- Krasznai Ferenc testnevelőtanár
- Kolbenheyer Móric (1810–1884) evangélikus lelkész, egyházi író, műfordító
- Lehár Ferenc zeneszerző
- Liszt Ferenc zeneszerző, zongoraművész
- Mohácsy Zoltán (1915–1982) építőmester
- Molnár Gyula ny. ezredes, szobrászművész
- Odörfer Kristóf főreáliskolai tanár.
- Petőfi Sándor költő
- Pollák Miksa rabbi, történettudós
- Rakovszky Zsuzsa Kossuth díjas író, költő
- Rákosi Mátyás politikus
- Révai Miklós nyelvész, egyetemi tanár
- Sarkady Sándor költő
- Schiller János építőmester, a hegykői templom építője
- Storno Ferenc kéményseprőből lett freskófestő és restaurátor
- Szász Endre (1926-2003) képzőművész
- Szilvási Lajos író
- Szokolay Sándor zeneszerző
- Sztehlo Gábor evangélikus lelkész. A vészterhes időkben kétezer ember megmentője, később a Gaudiopolis megálmodója, megvalósítója. 1931-ben a városban végezte el az evangélikus teológiát.
- Ullein József műépítész, a fertőhomoki templom tervezője

## Sopron az irodalomban
- Sopron a címadó helyszíne Lipták Gábor A soproni ötvös című novelláskötetének és a címadó elbeszélésnek.
- Sopronban játszódik Szilvási Lajos három könyvének története :" Bujkál a Hold "(1960),folytatása az" Egyszer-volt szerelem"(1961),illetve a "Fekete ablakok"(1965)
- Zene Sopronról: Emlékszem Sopronban
- Gárdonyi Géza Egri Csillagok című regénye "Eger veszedelme" című része így kezdődik. "Már kéklett a soproni szilva, és nyílt a napraforgó, mikor egy napos, szeles délután ott állt Éva asszony a város egyik házának a tornácán. Valami külföldre utazó ifjúnak válogatott az ura ruháiból." Ezt követően jelenik meg Gergely feleségének, Évának soproni házában Jumurdzsák, aki Balogh Tamásnak kiadva magát elcsalja Gergely és Éva fiát, Jancsikát. Éva ezután megy el az ostromlott Eger várába, hogy megtalálja kisfiát.

## Nemzetközi kapcsolatok
Sopron testvérvárosai a következők:

### Testvérváros
| - Seinäjoki, Finnország (1986) - Kempten im Allgäu, Németország (1987) - Bad Wimpfen, Németország (1990) - Bolzano, Olaszország (1990) - Rorschach, Svájc (1991) - Medgyes, Románia (1994) | - Kazuno, Japán (1995) - Kismarton, Ausztria (2002) - Spárta, Görögország (2008) - Selmecbánya, Szlovákia (2008) - Jicsang, Kína (2014) - Eilat, Izrael |

## Média

### Televízió
- Sopron Televízió
- Trió TV Dunántúl(Csak Sopron-Balfon)
- Rábaközi Televízió

### Rádió
- Rádió 1 Sopron - FM 94.1 MHz
- Kossuth Rádió - FM 96.8 MHz
- Hír FM Sopron - FM 98.4 MHz
- Petőfi Rádió - FM 99.5 MHz
- Dankó Rádió - FM 101.6 MHz
- Retro Rádió - FM 102.0 MHz
- Magyar Katolikus Rádió - FM 104.6 MHz
- Bartók Rádió - FM 107.9 MHz

### Újság
- Soproni Szemle (1937-ben alapított helytörténeti folyóirat)
- KISALFÖLD (megyei, helyi tartalommal)
- Soproni Téma
- SOPRON PRESS[halott link]
- Soproni Szuperinfó
- Hírsztár
- SztárInfó

### Online
- Sopron Médiaportál
- Enyugat.hu
- Cyberpress
- Ikvahír
- InfoSopron.hu
- Hűség Városa
- minden ami Sopron

## Nevezetes filmforgatások a városban
Sopron több alkalommal adott helyszínt filmforgatásokhoz. Itt forgatták például 1937-ben a Mikszáth Kálmán regényéből Székely István rendezte A Noszty fiú esete Tóth Marival című film egyes jeleneteit, 1955-ben Bán Frigyes A császár parancsára című filmjének egyes jeleneteit, továbbá Jókai Mór regényéből 1964-ben Várkonyi Zoltán rendezte A kőszívű ember fiai című filmet, a szintén Jókai Mór regényéből 1980-ban készült Zsurzs Éva rendezte Névtelen vár című sorozatot, 1966-ban a Princ, a katona című sorozat utolsó 2 részét, 1974-ben a Jules Verne regényéből készült Sztrogoff Mihály című tévésorozat egyes jeleneteit, 1976-ban a Mikszáth Kálmán regényéből készült Bán Róbert rendezte Kísértet Lublón, illetve a Jókai Mór regényéből készült Maár Gyula rendezte A lőcsei fehér asszony című filmek egyes jeleneteit, 1978-ban a Mark Twain regényéből készült A koldus és királyfi című filmet, 1982-ben a Katkics Ilona rendezte Három szabólegények című filmet, illetve a Wagner című tévésorozat egyes jeleneteit. 1985-ben a Nemere István regényéből készült Katkics Ilona rendezte Fantasztikus nagynéni című film egyes jeleneteit, 1991-ben Bujtor István Hamis a baba című filmjének kaszinós jelenetét, ezenkívül 2001-ben a Kisváros című tévésorozat utolsó 4 részét, a Mikor síel az oroszlán? című filmet, 2005-ben a Beethoven árnyékában című amerikai–német–magyar életrajzi dráma egyes jeleneteit, 2011-ben a Borgiák című koprudukciós tévésorozatot, 2012-ben a Kristóf Ágota művének filmadaptációját Szász János rendezésében, A nagy füzet egyes jeleneteit, illetve 2013 nyarán Rudolf Péter Kossuthkifli című tévésorozatát. 2017 februárjában A korona  című angol filmsorozat második évadának, illetve 2018 nyarán a Berlini küldetés című amerikai sorozat harmadik évadjának, valamint 2022 tavaszán a Most vagy soha! című film néhány jelenetét vették fel Sopron belvárosában.

## Sportélete
- Soproni Textiles
- FC Sopron
- Soproni VSE
- Soproni Városi Stadion
- Növényi Sportakadémia SE Sopron
- Soproni Sportiskola Kosárlabda Akadémia
- Soproni Darazsak Sportakadémia[60]
- Lővér Íjász Sport Club[61]
- Soproni Judo Sportegyesület[62]

## Galéria

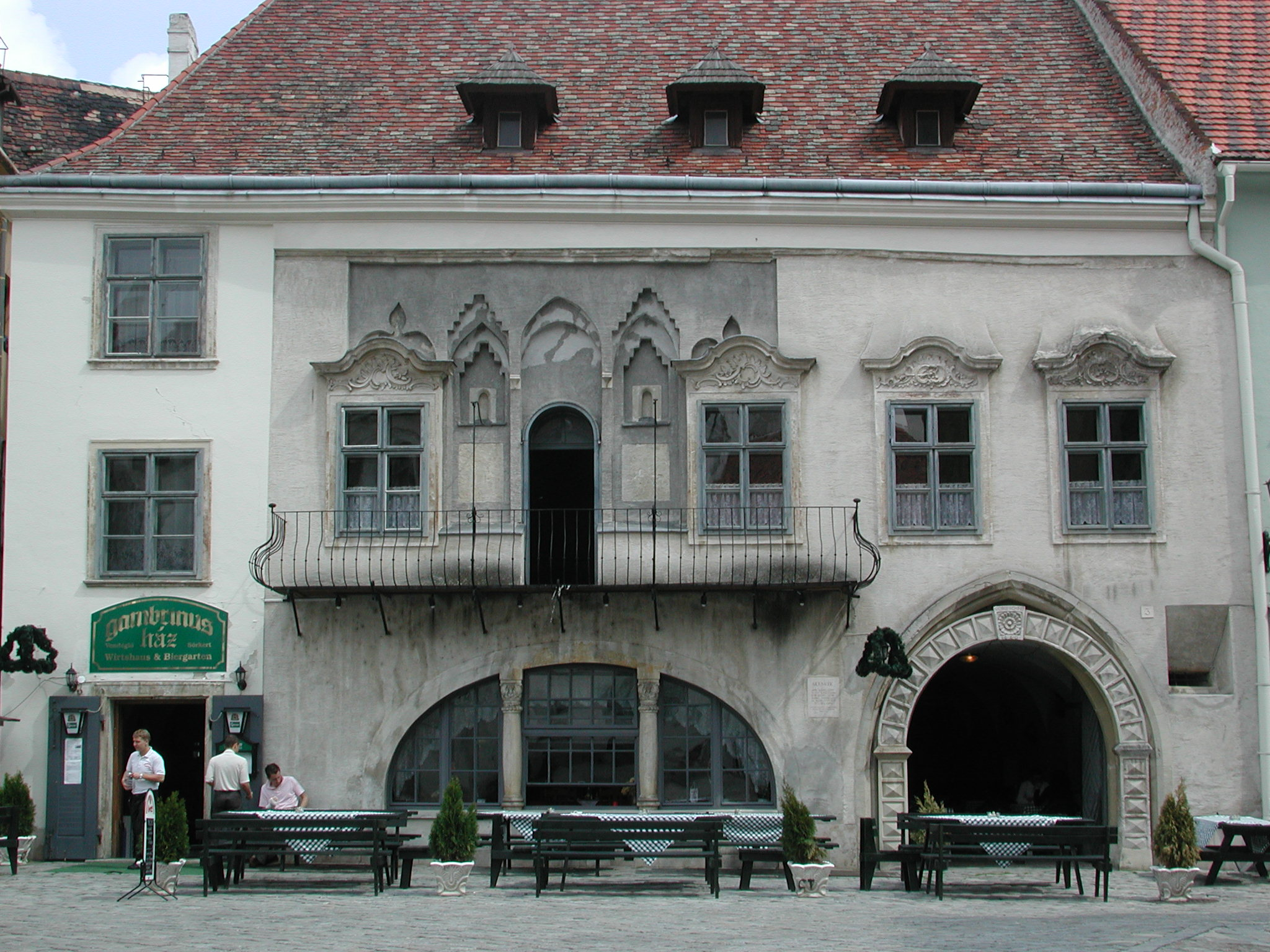
A Gambrinus-ház
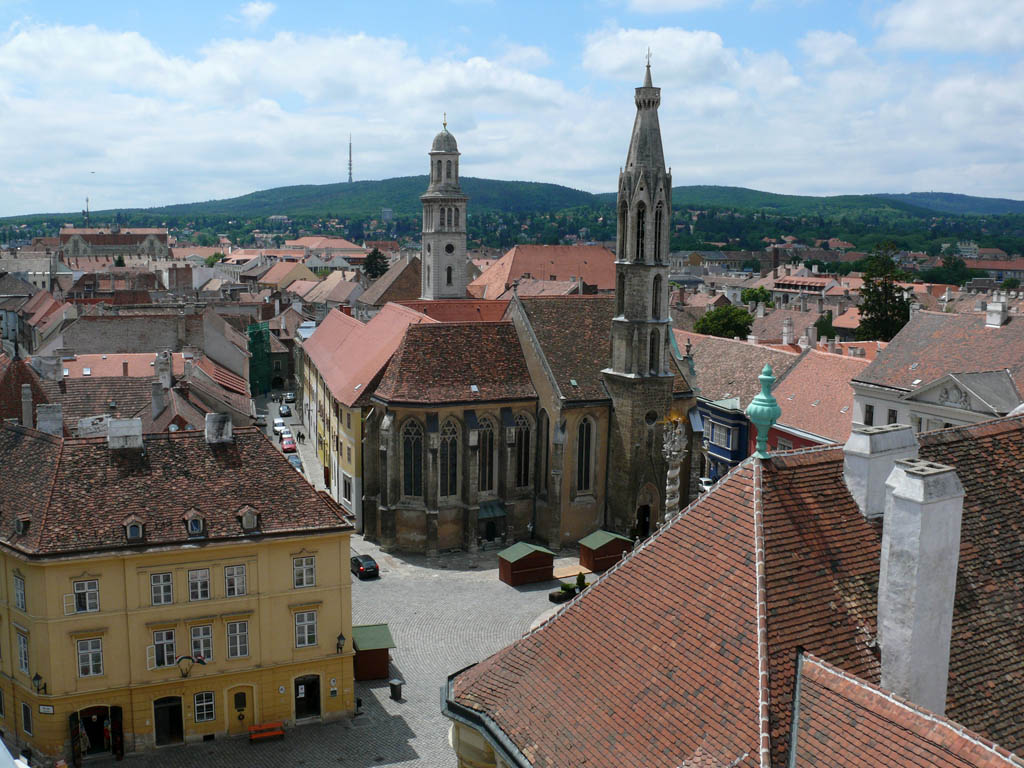
A bencés templom (Kecsketemplom) képe a Tűztoronyból
Jellegzetes belvárosi utca (Az Új utca)
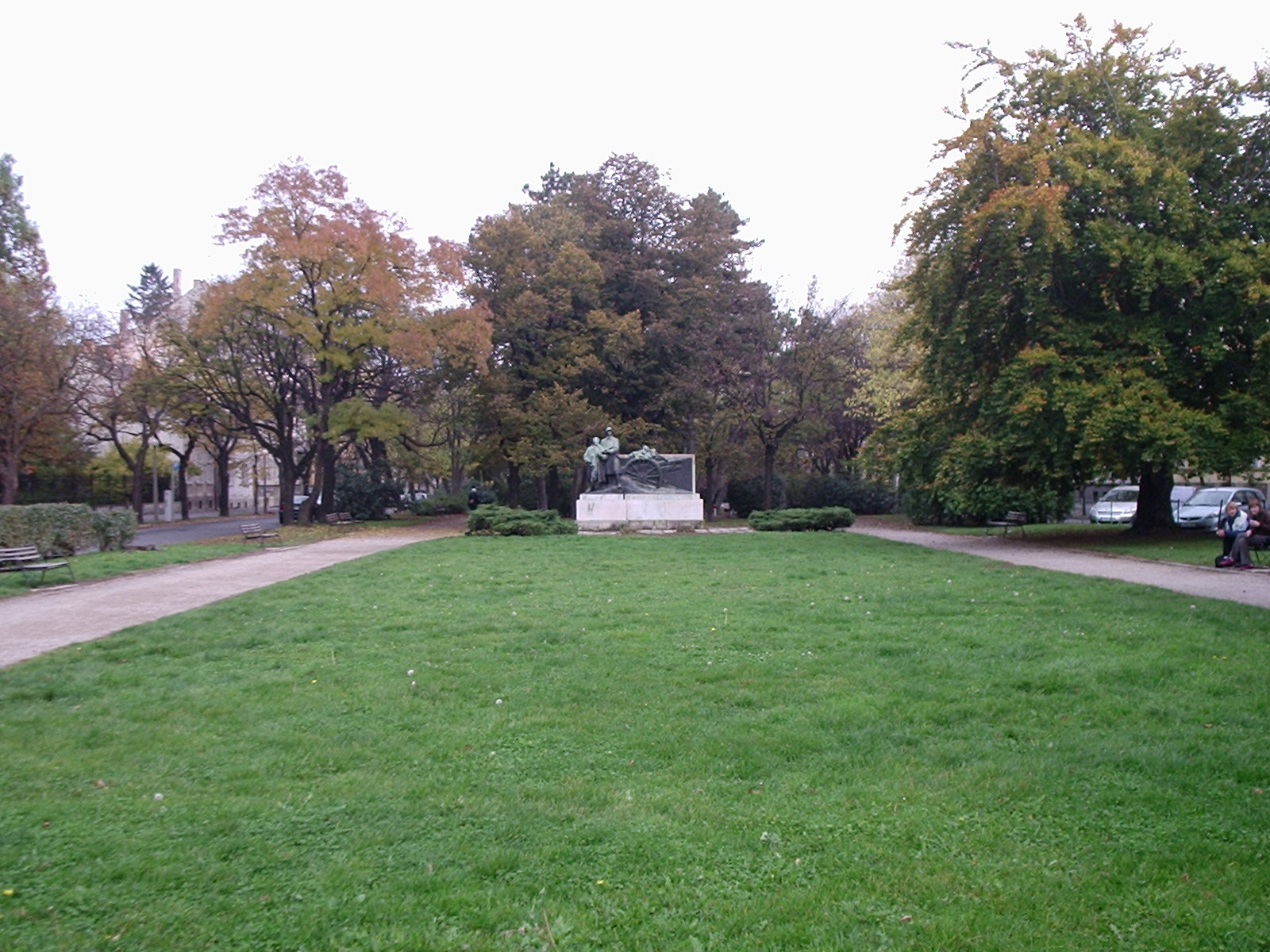
Deák tér (a felújítás előtt)
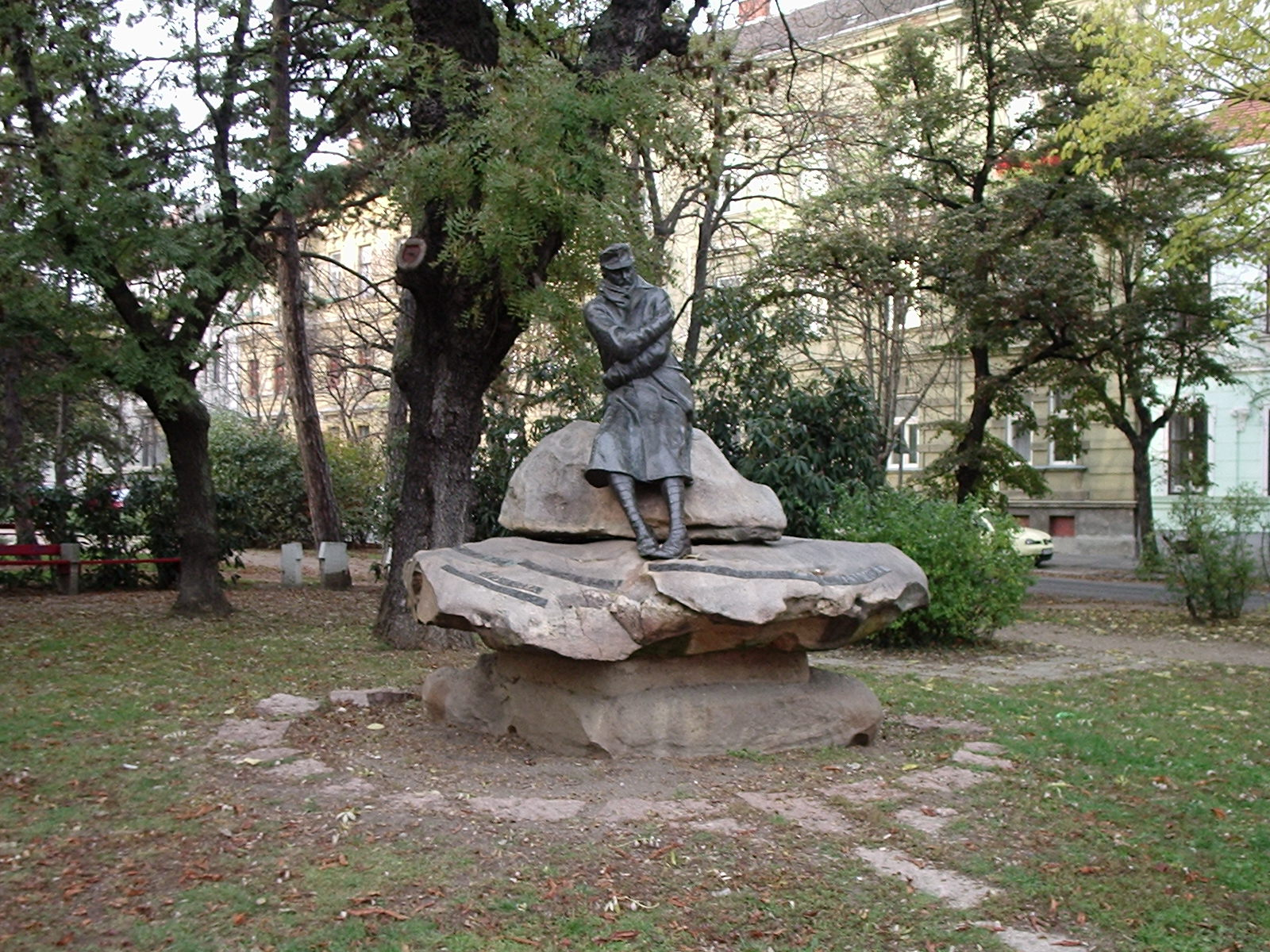
Sopron, Deák tér (a felújítás előtt)
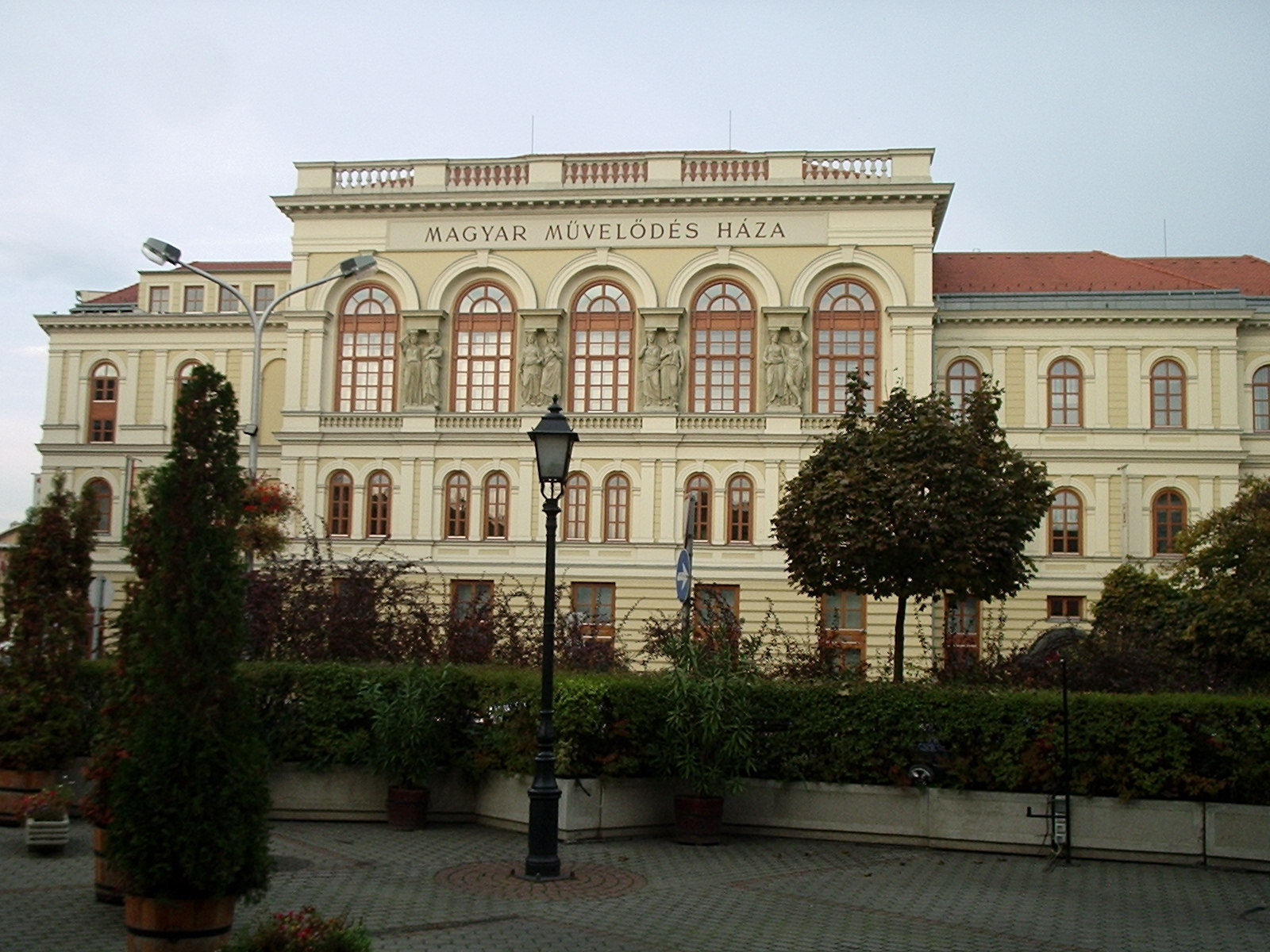
Magyar Művelődés Háza
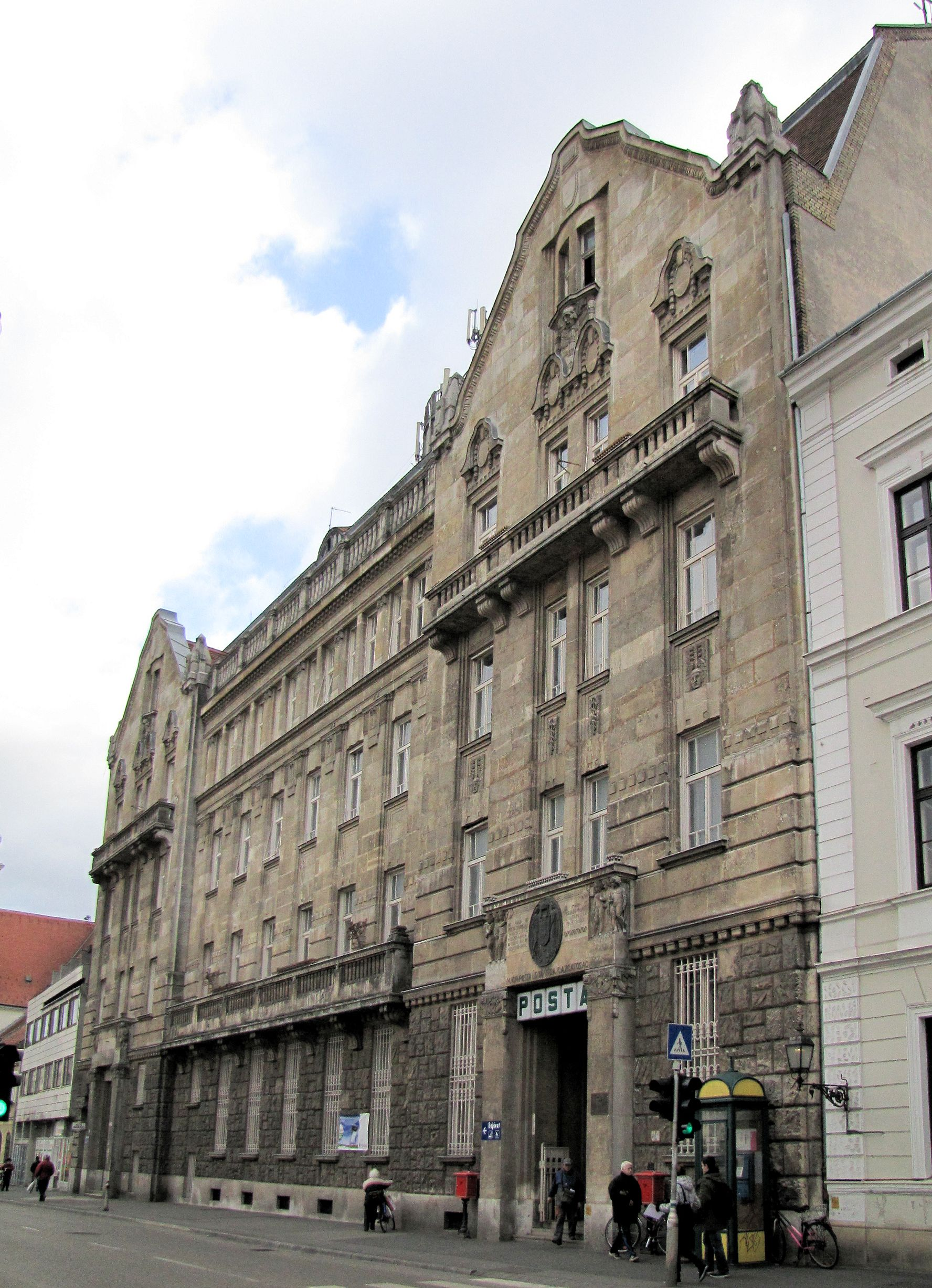
Postapalota
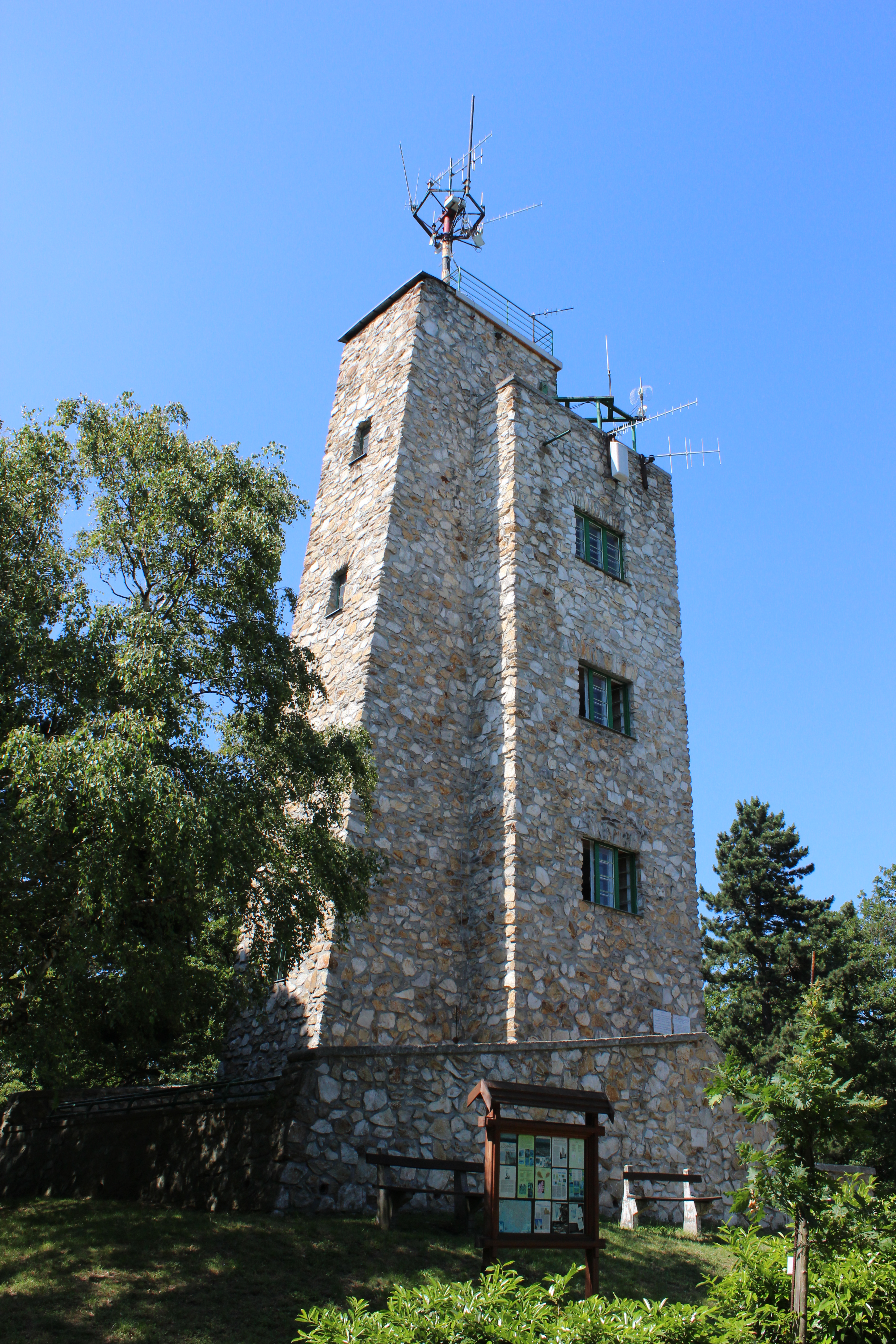
A Károly-kilátó
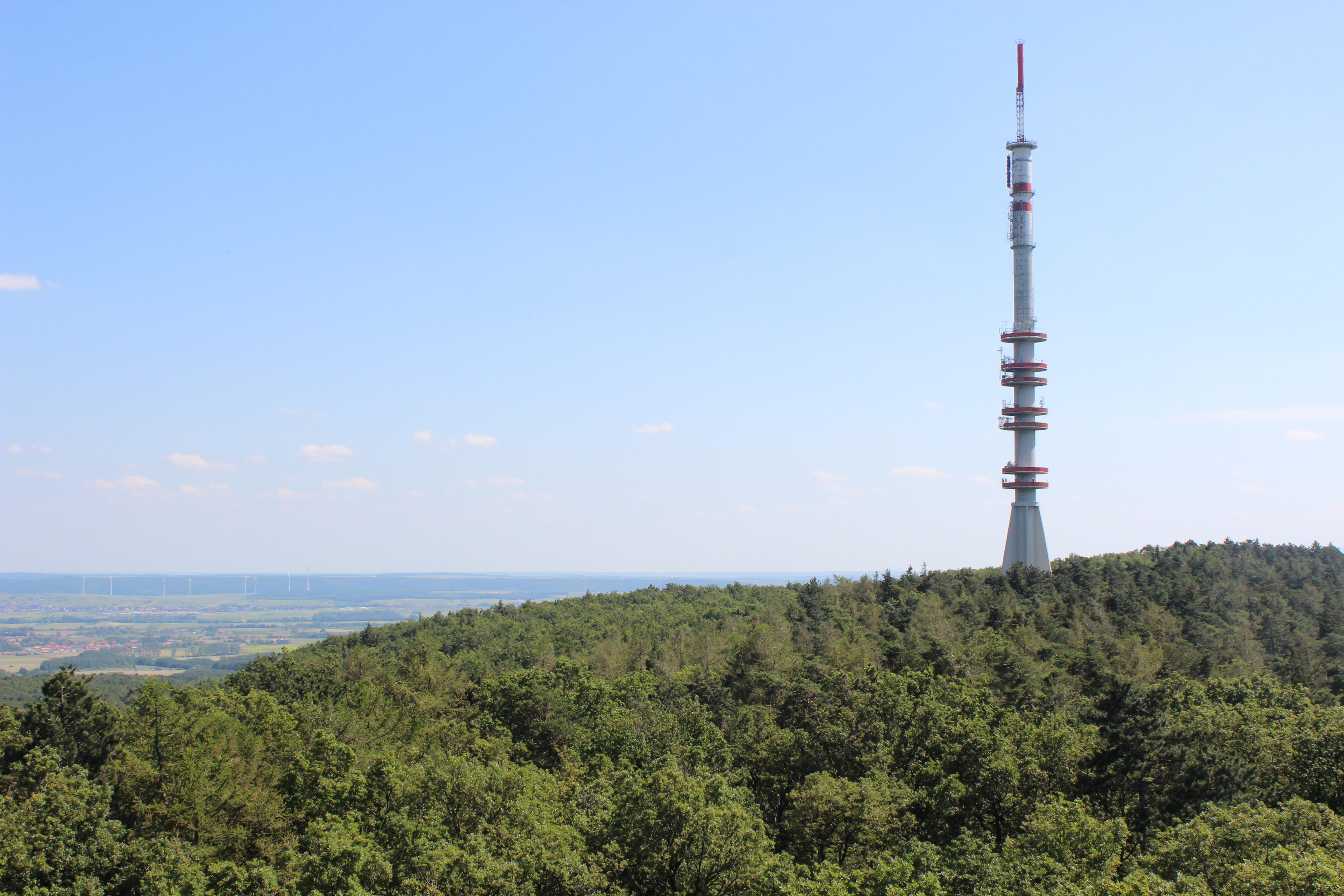
A tv-torony a Dalos-hegyen
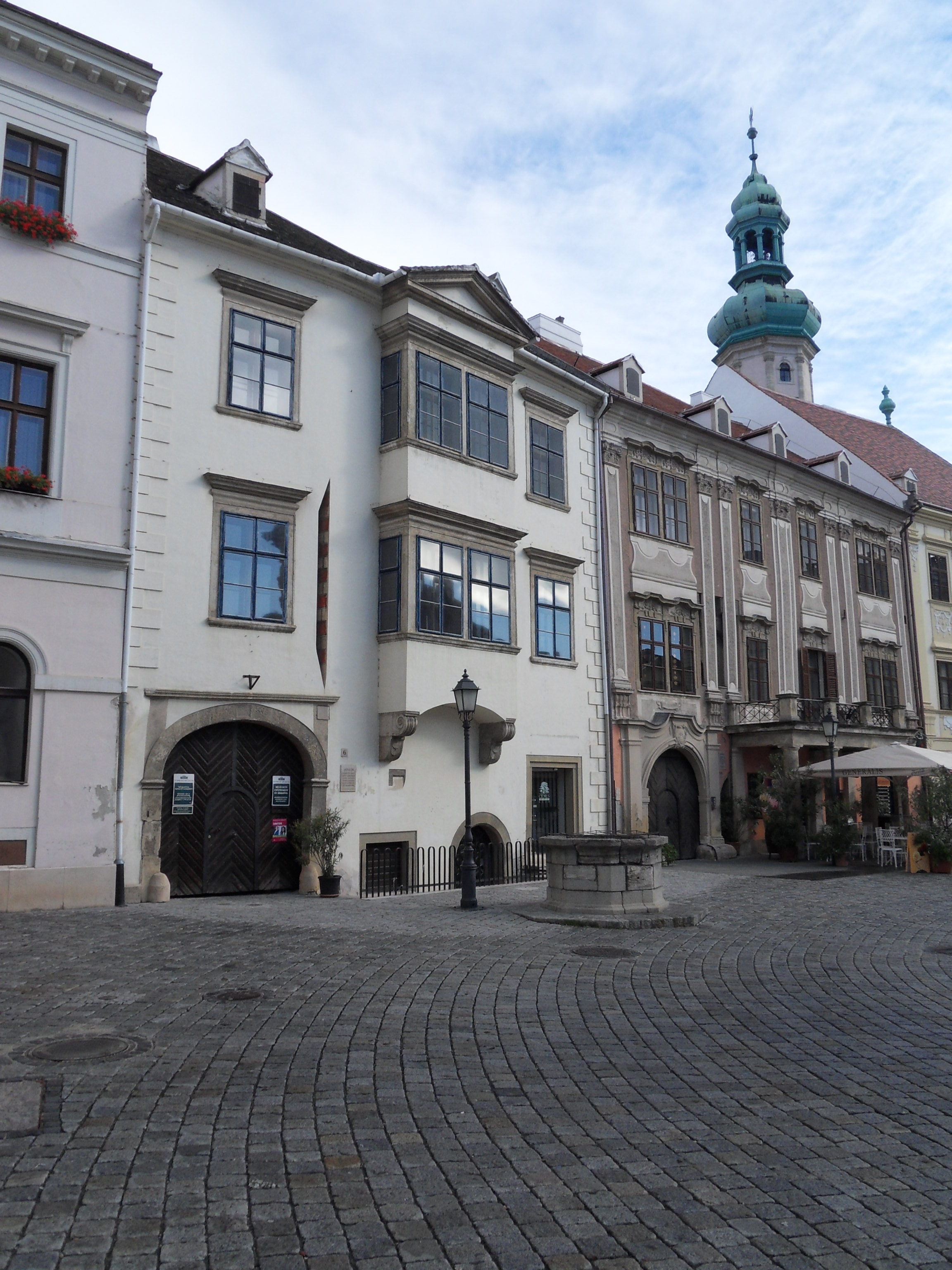
A Fabricius-ház
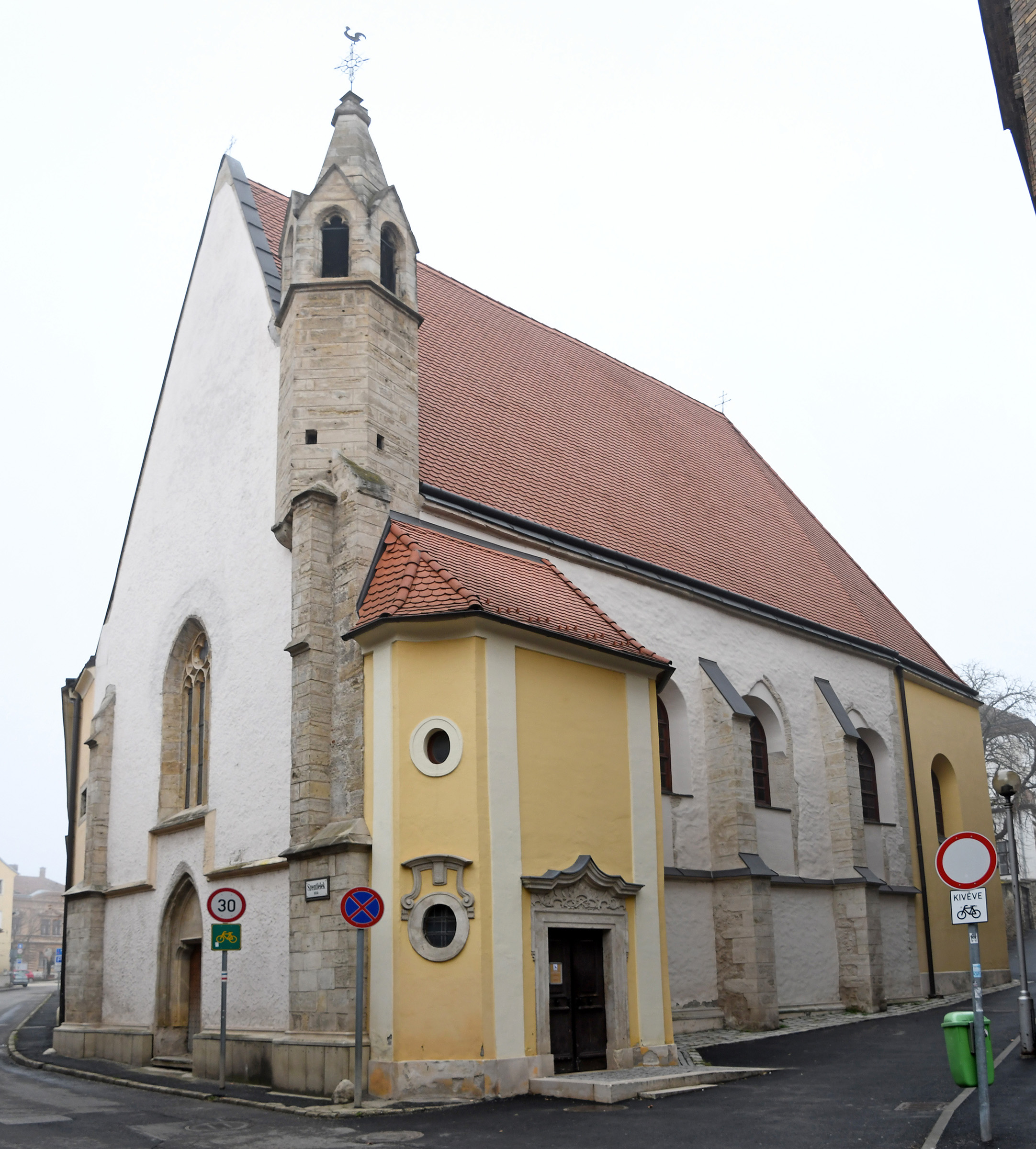
A Szentlélek-templom
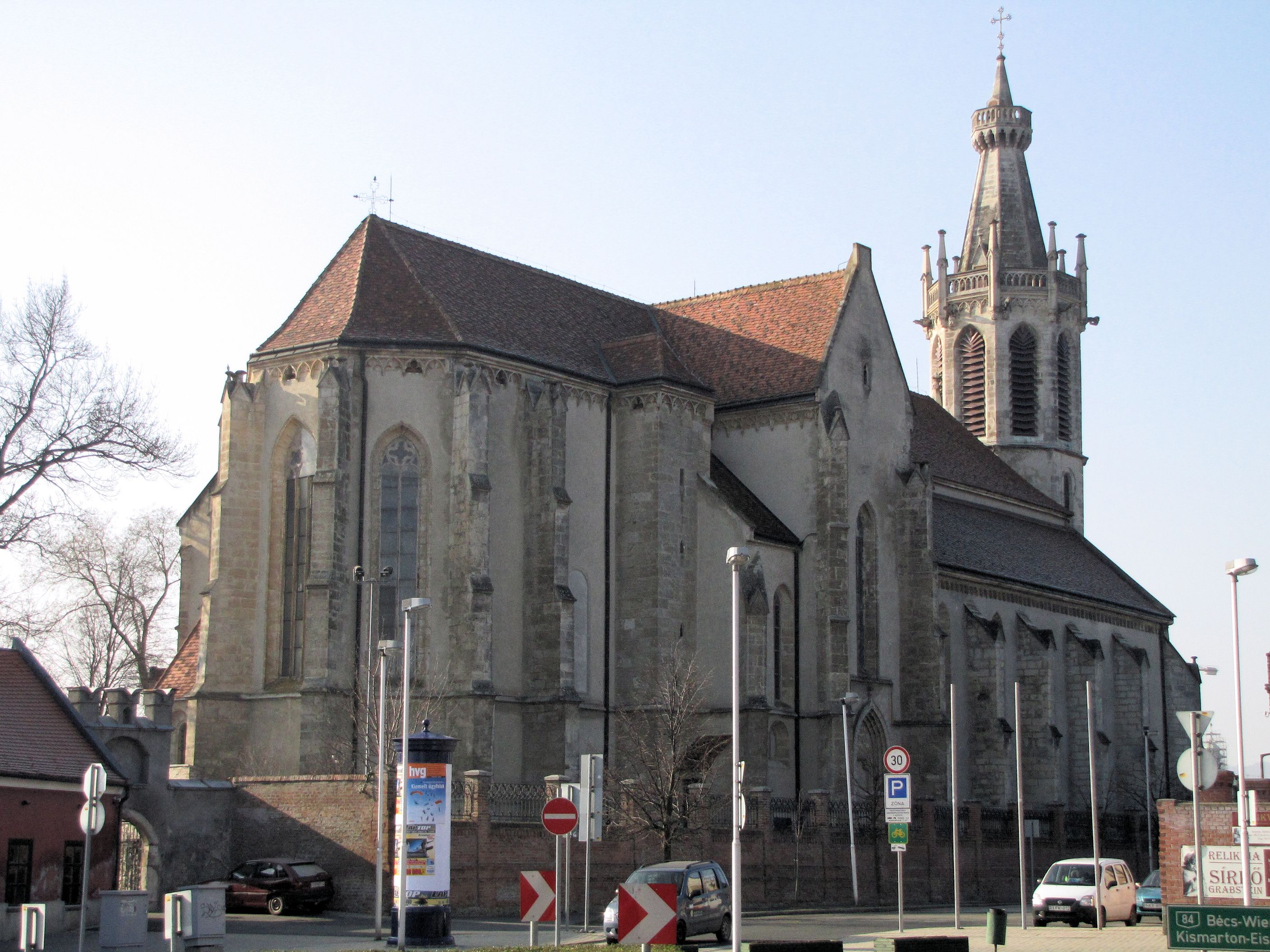
A Szent Mihály-templom
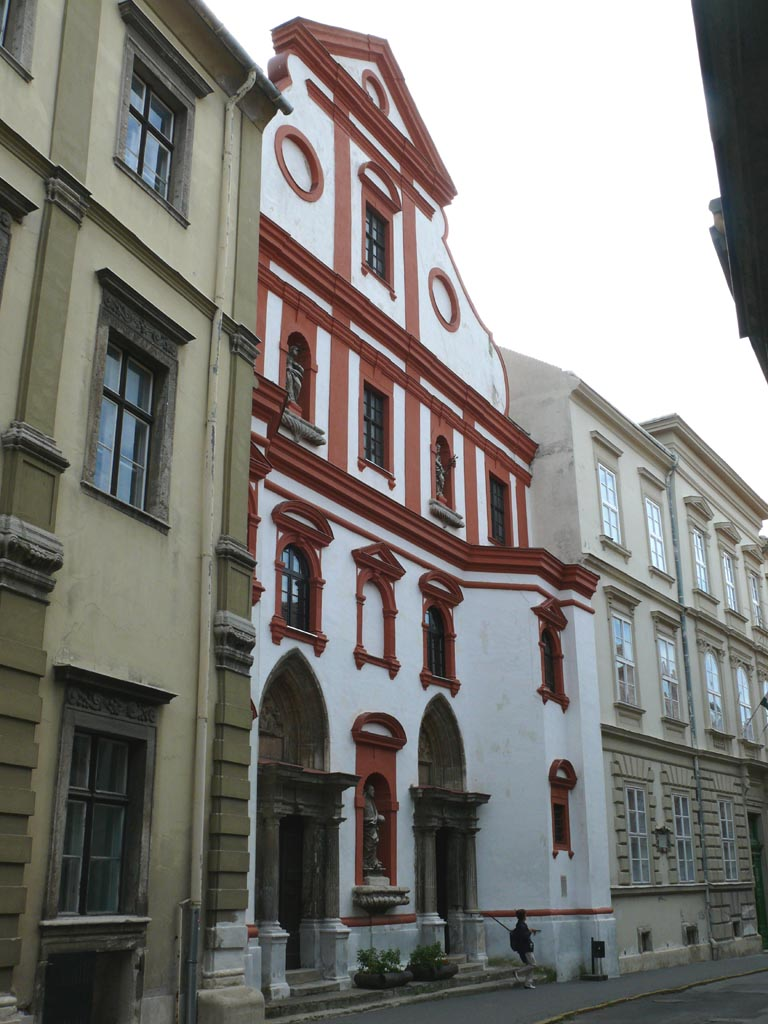
A Szent György-templom
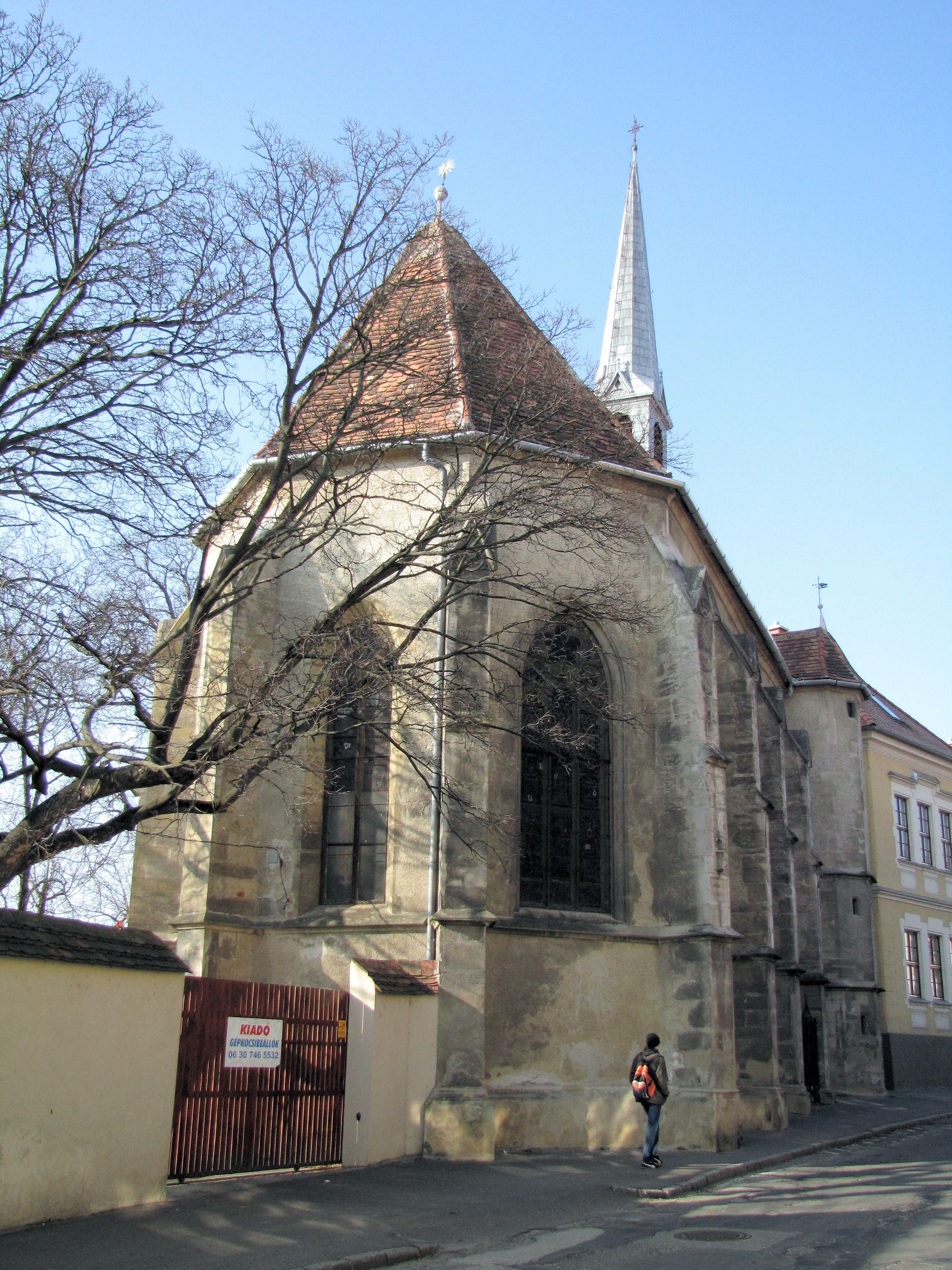
A Szent János-kápolna
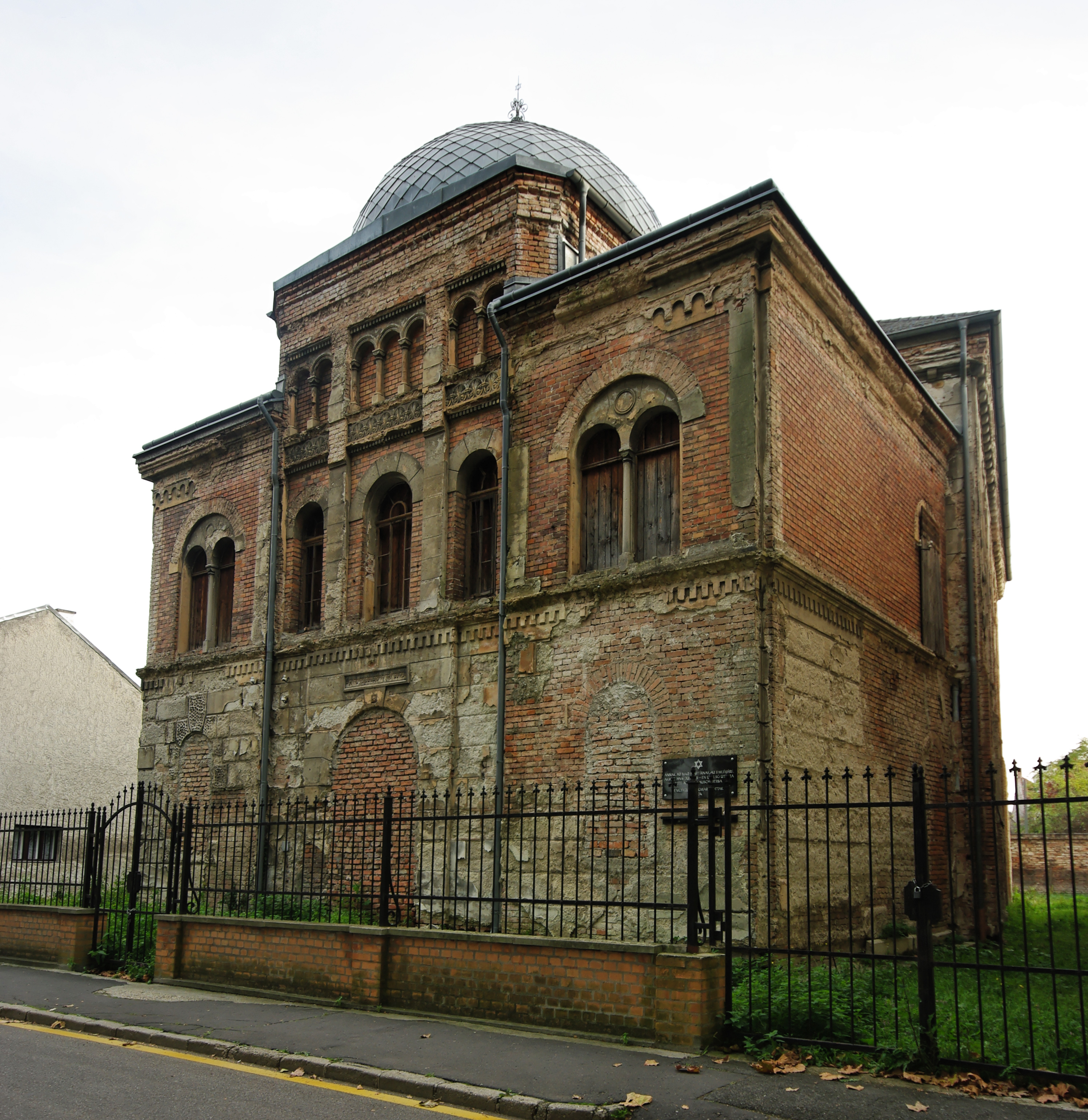
Az Ortodox Zsinagóga
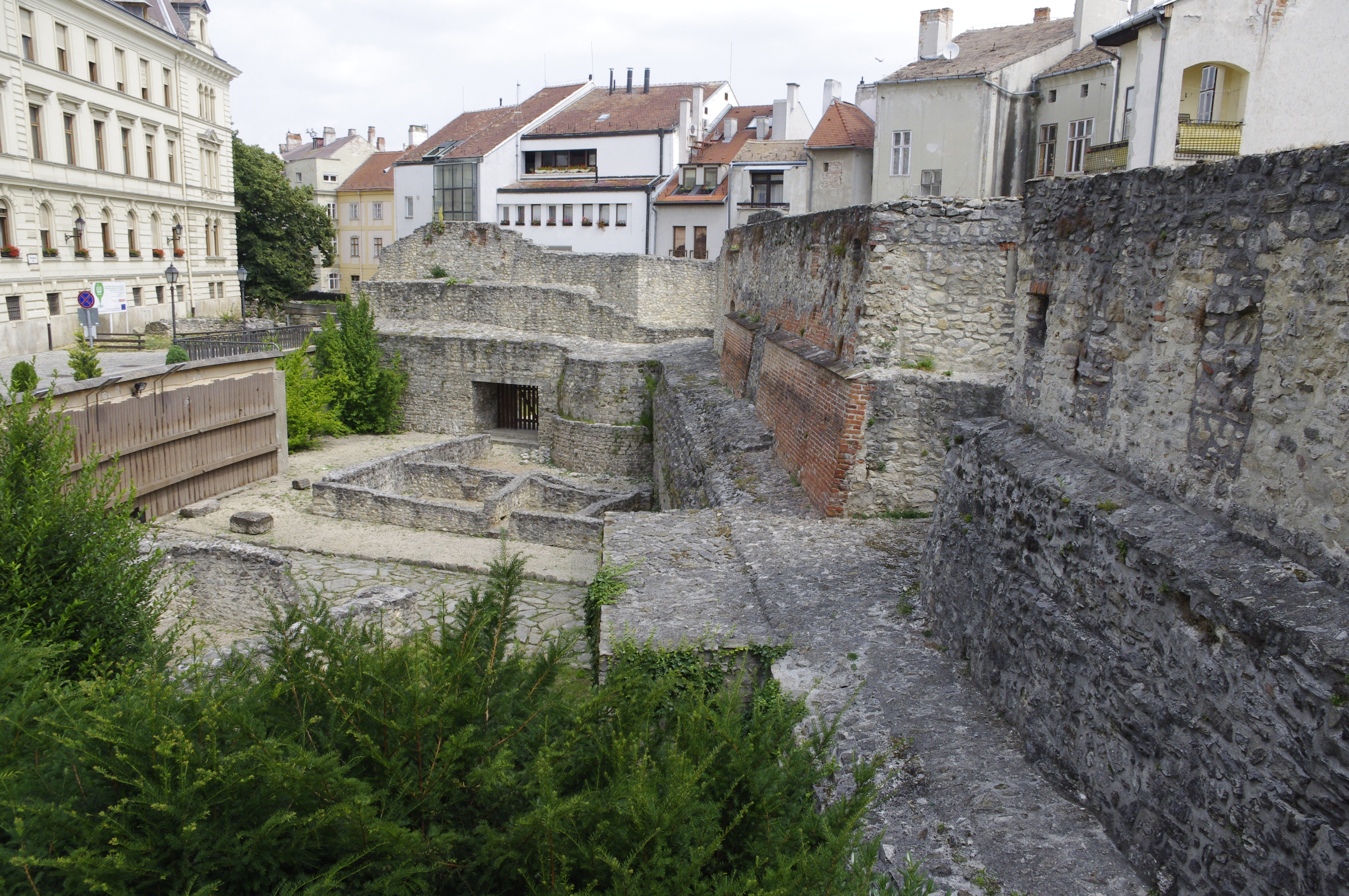
Scarbantia maradványai a városháza hátsó része és a régi városfal között
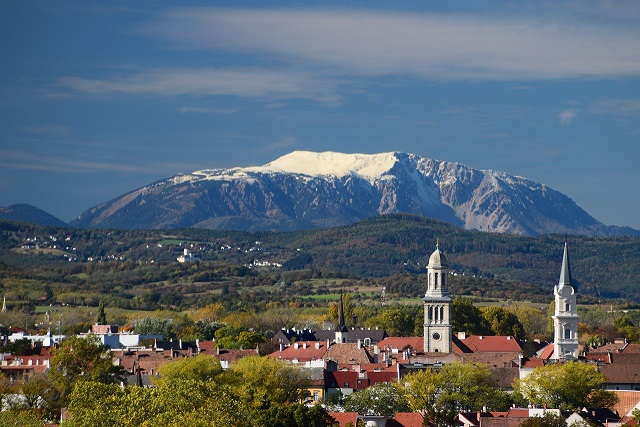
A Schneeberg Sopronból